# Aeropuerto Internacional Malvinas Argentinas
El Aeropuerto Internacional de Ushuaia "Malvinas Argentinas" (AIU-MA) (IATA: USH; OACI: SAWH) está ubicado en la costa sur de la isla Grande de Tierra del Fuego, en la ribera septentrional del canal Beagle, entre la bahía de Ushuaia (este) y Golondrina (oeste), a 4 km de la ciudad de Ushuaia.  
Gestionado por la administración de la Provincia de Tierra del Fuego, Antártida e Islas del Atlántico Sur, es el aeropuerto más austral de la Argentina insular americana (el más austral de la Argentina se encuentra en la Antártida Argentina) y ha sido usado en algunas ocasiones como portal de entrada al continente antártico.
Mapa Bicontinental de Argentina  y Tierra del Fuego, Antártida e Islas del Atlántico Sur 

## Historia
El aeropuerto actual fue inaugurado parcialmente el 27 de noviembre de 1995, con la habilitación de la pista, las calles de rodaje, una plataforma para uso de la Armada Argentina, la plataforma comercial, y la torre de control. Para esa fecha, no se había habilitado aún la aerostación, que fue objeto de un proyecto posterior. Por eso, entre noviembre de 1995 y junio de 1997, los pasajeros eran conducidos en buses a la antigua aerostación de la Base Aeronaval.
El nuevo aeropuerto se creó con el propósito de atender las operaciones aéreas civiles y comerciales que antes se realizaban en el antiguo aeropuerto militar de la Base Aeronaval Ushuaia, contiguo al nuevo, y con objeto de dotarlo de las características de diseño exigidas por las normas internacionales.
Por su parte, la pista, la plataforma, hangares y torre de control de la Base Aeronaval, continúan en sus funciones militares. En la vieja pista, que tiene una orientación y dimensiones no adecuadas para la aviación comercial, opera también el Aero Club Ushuaia.
También se agregó, posteriormente a su habilitación, un hangar para las aeronaves civiles del Gobierno provincial.
La etapa de realización de la nueva aeroestación, se ejecutó por el sistema de concesión de obre pública. La firma concesionaria encargó el proyecto al arquitecto uruguayo Carlos Ott. A su vez, la terminal fue ejecutada en dos etapas, considerando realizar sucesivas ampliaciones acordes con la evolución del tráfico a través del tiempo. 
La primera etapa de la aeroestación se inauguró el 12 de junio de 1997, y abarcó una superficie cubierta de 5.700 metros cuadrados.
La segunda etapa de ampliación del edificio se inauguró en abril de 2009, agregándose 4.000 metros cuadrados cubiertos. 
Ésta ampliación se realizó incluyendo una extensión del plazo de la concesión.  
Su nombre, Malvinas Argentinas, fue impuesto por ley provincial nº257/95 , haciendo referencia al reclamo argentino de la soberanía de las islas Malvinas,siendo estas parte integrante de la provincia.

## Informe de impacto socioeconómico y territorial
El informe de impacto socioeconómico y territorial del Aeropuerto Internacional de Ushuaia analiza su relevancia para la economía local y regional. Destaca que la terminal aérea es un nodo clave para el turismo, la industria pesquera y el comercio, facilitando la conectividad con el resto del país y el exterior. En términos de tráfico, la mayor parte de los vuelos son de cabotaje, con Aerolíneas Argentinas y Jetsmart como principales operadores. Buenos Aires es el destino más frecuente, seguido por El Calafate y Córdoba. La cantidad de pasajeros totales durante el 2024 fue de 1.148.000 
La actividad económica vinculada al aeropuerto se concentra en servicios (40%), comercio (33%) e industria (16%), con menor participación de sectores como minería y construcción. Además, la carga transportada está dominada por productos como petróleo crudo, gas, pescados y mariscos, reflejando la importancia de la producción local en la economía de Tierra del Fuego. La infraestructura aeroportuaria permite el flujo constante de bienes y personas, impulsando el crecimiento de diversas actividades.
El impacto en el empleo también es significativo, ya que el 77% de la actividad está relacionada con el transporte aerocomercial y la explotación comercial del aeropuerto, también genera empleos indirectos en sectores como turismo, logística y mantenimiento, fortaleciendo la economía regional. 
Según el Censo Nacional de Población, Hogares y Viviendas 2022 (INDEC), la población de los departamentos dentro del área de influencia del aeropuerto alcanzó los 82 875 habitantes. De ese total, el 99% vive a menos de una hora de viaje por la red vial desde el aeropuerto.
En términos de movimiento, el informe muestra un crecimiento en la cantidad de pasajeros y vuelos en 2022 respecto a años anteriores, especialmente después de la pandemia. El tráfico internacional sigue siendo minoritario, pero existen oportunidades para su expansión. En cuanto a la carga aérea, si bien el volumen es menor en comparación con otros aeropuertos del país, cumple un rol esencial en la exportación de productos locales. En conjunto, el aeropuerto de Ushuaia se consolida como un pilar estratégico para el desarrollo económico y territorial de la región.

## Capacidad
La pista de hormigón tiene un ancho de 45 metros, al cual se agregan dos banquinas laterales de hormigón de 7.50 metros de ancho cada una, con lo cual ofrece un ancho total de hormigón de 60 metros. Puede recibir aviones del tamaño de un Boeing 747 y también ha podido recibir en dos oportunidades al Concorde, en enero y en diciembre de 1999, avión que por sus características, requería una superficie pareja y segura.
El aeropuerto es considerado la puerta de entrada principal a la Antártida para muchas expediciones.

## Características y Facilidades del Aeropuerto
Superficies
- Superficie total del predio: 274 ha
- Superficie de la aeroestación de pasajeros: 6 700 m²

Área de Movimiento
- Pista 07/25 de 2 800 m × 45 m construida en hormigón
- 5 posiciones comerciales
- 2 pasarelas telescópicas

Características del Aeropuerto
- Horario de operación: 06:00 a 24:00
- Categoría: OACI > 4E Aeropuerto Internacional
- Elevación: 31 msnm
- Sistema de aterrizaje instrumental: ILS CAT II

Instalaciones de la Terminal de Pasajeros
- 18 mostradores de check-in
- 2 puestos PSA de seguridad
- 2 puestos de aduana
- 5 puertas de embarque
- 8 puestos de migraciones
- 2 cintas de retiro de equipaje
- 180 plazas de estacionamiento vehicular

Tarifario a aplicarse para servicios aéreos por el Concesionario LONDON SUPPLY S.A.C.I.F.I 

## Aerolíneas y destinos

### Destinos nacionales
| Destinos regulares | Nombre del aeropuerto                                 | Aerolíneas                                                                                       | Avión                                  | Frecuencias semanales                                           |
| ------------------ | ----------------------------------------------------- | ------------------------------------------------------------------------------------------------ | -------------------------------------- | --------------------------------------------------------------- |
| Argentina          |                                                       |                                                                                                  |                                        |                                                                 |
| Bahía Blanca       | Aeropuerto Comandante Espora                          | Aerolíneas Argentinas                                                                            | E-190AR                                | 3 4 Temporada de verano                                         |
| Buenos Aires       | Aeroparque Jorge Newbery                              | Aerolíneas Argentinas Flybondi JetSMART Argentina                                                | B737-700/800 B737-800 A320-232         |                                                                 |
| Buenos Aires       | Aeropuerto Internacional Ministro Pistarini           | Aerolíneas Argentinas (Directo o vía FTE) (Est.; sep - mar) / (Vía BHI y MDQ) Flybondi           | A330-200, B737-800, B737-8MAX, E-190AR | 3 6 Temporada Invernal 14 Temporada de verano                   |
| Córdoba            | Aeropuerto Internacional Ingeniero Ambrosio Taravella | Aerolíneas Argentinas                                                                            | E-190AR, B737-800                      | 3                                                               |
| El Calafate        | Aeropuerto Internacional Comandante Armando Tola      | Aerolíneas Argentinas (Est.; jul - mar) 🇦🇷Flybondi (Est.; ago - feb) Inicia 2 de agosto de 2024. | B737-800, B737-8MAX                    | 3 Temporada Invernal 19 Temporada de verano4 Temporada Invernal |
| Mar del Plata      | Aeropuerto Internacional Astor Piazzolla              | Aerolíneas Argentinas (Vía BHI)                                                                  | E-190AR                                | 3 4 Temporada de verano                                         |
| Río Grande         | Aeropuerto Internacional de Rio Grande                | LADE                                                                                             | DHC-6                                  | 1                                                               |
| Trelew             | Aeropuerto Almirante Marcos A. Zar                    | Aerolíneas Argentinas (Est.; sep - mar)                                                          | B737-800                               | 7 Temporada de verano                                           |

### Destinos internacionales estacionales

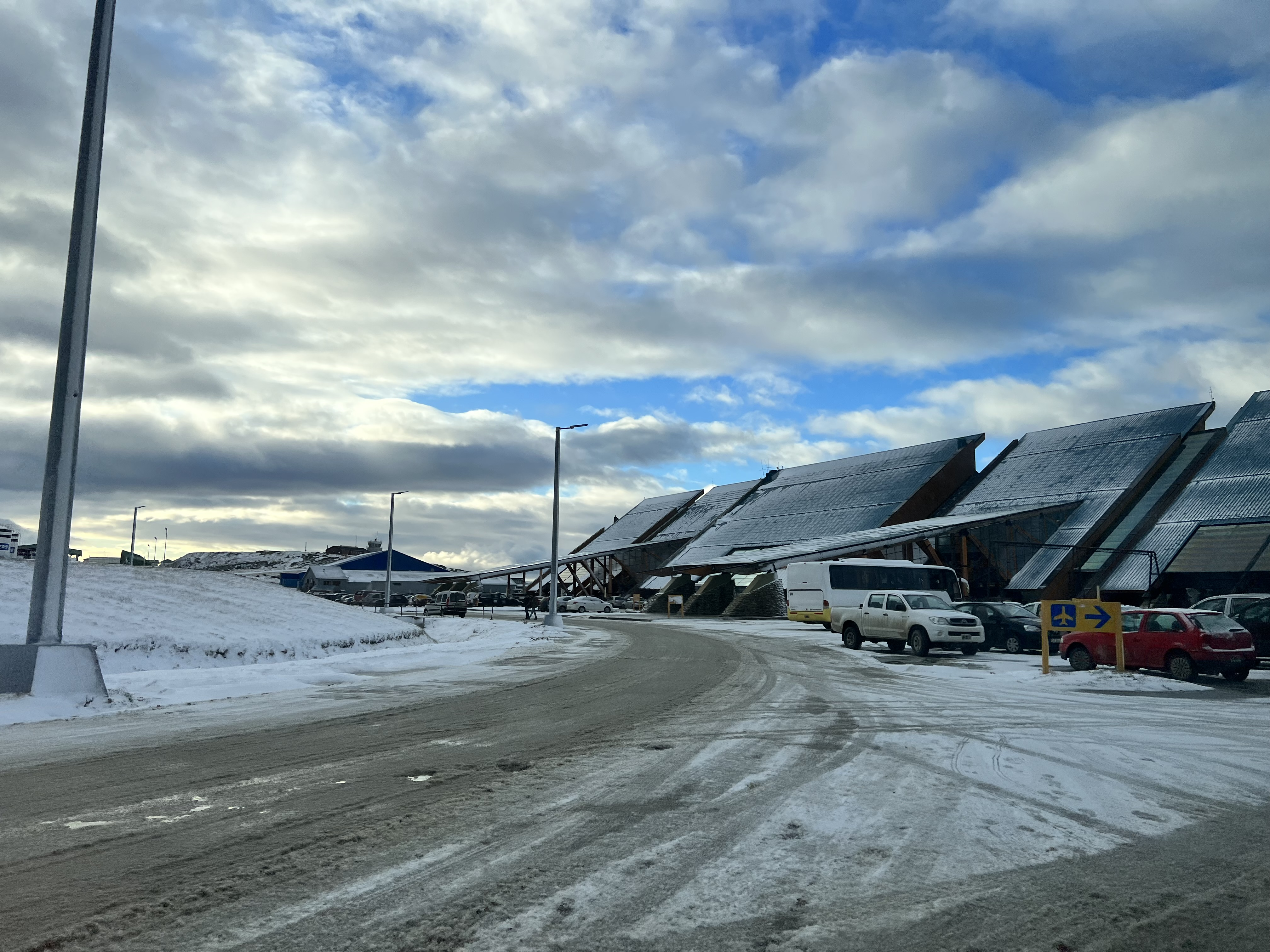
Lado aire del aeropuerto.

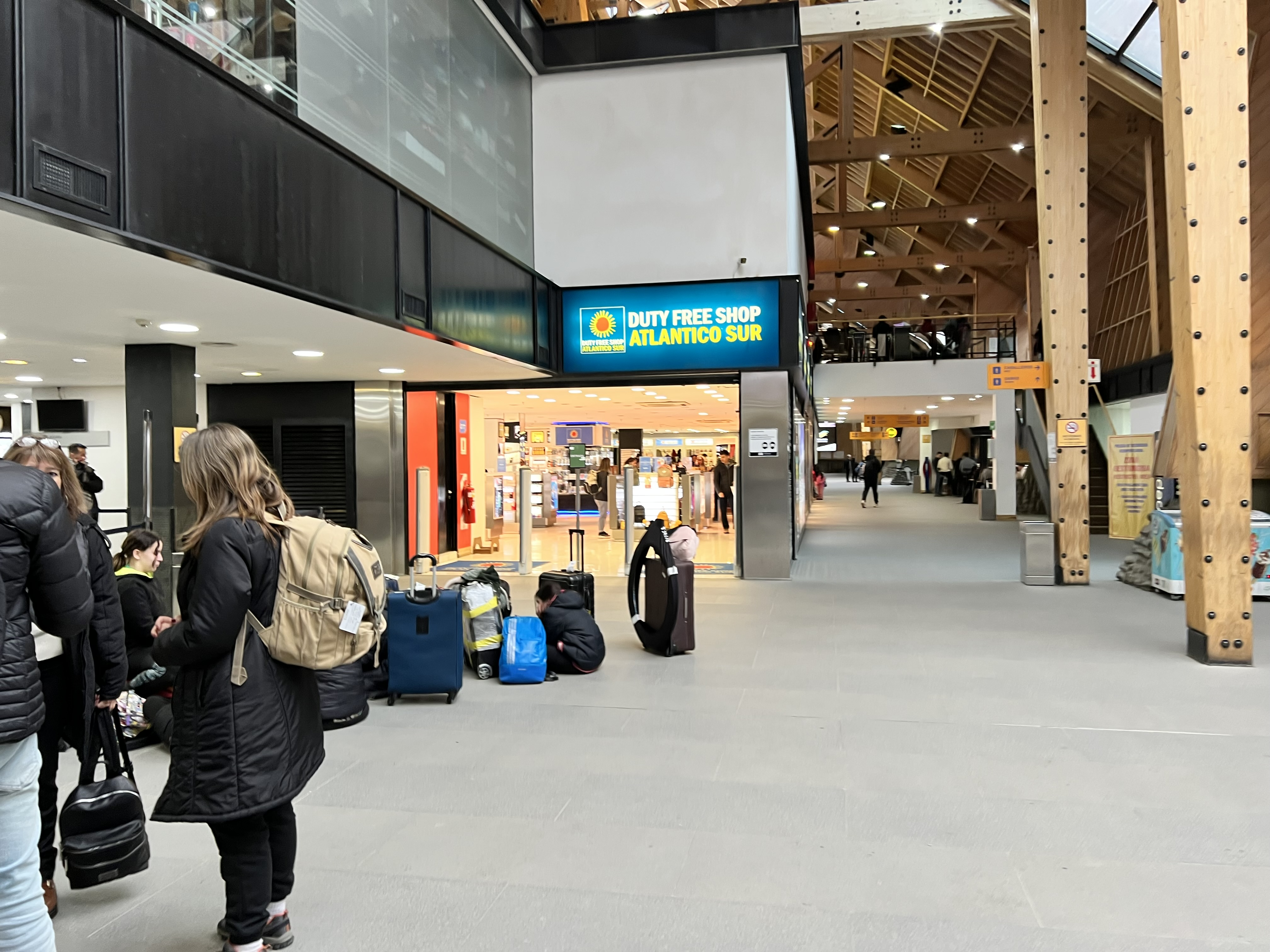
Pasillo principal del aeropuerto.

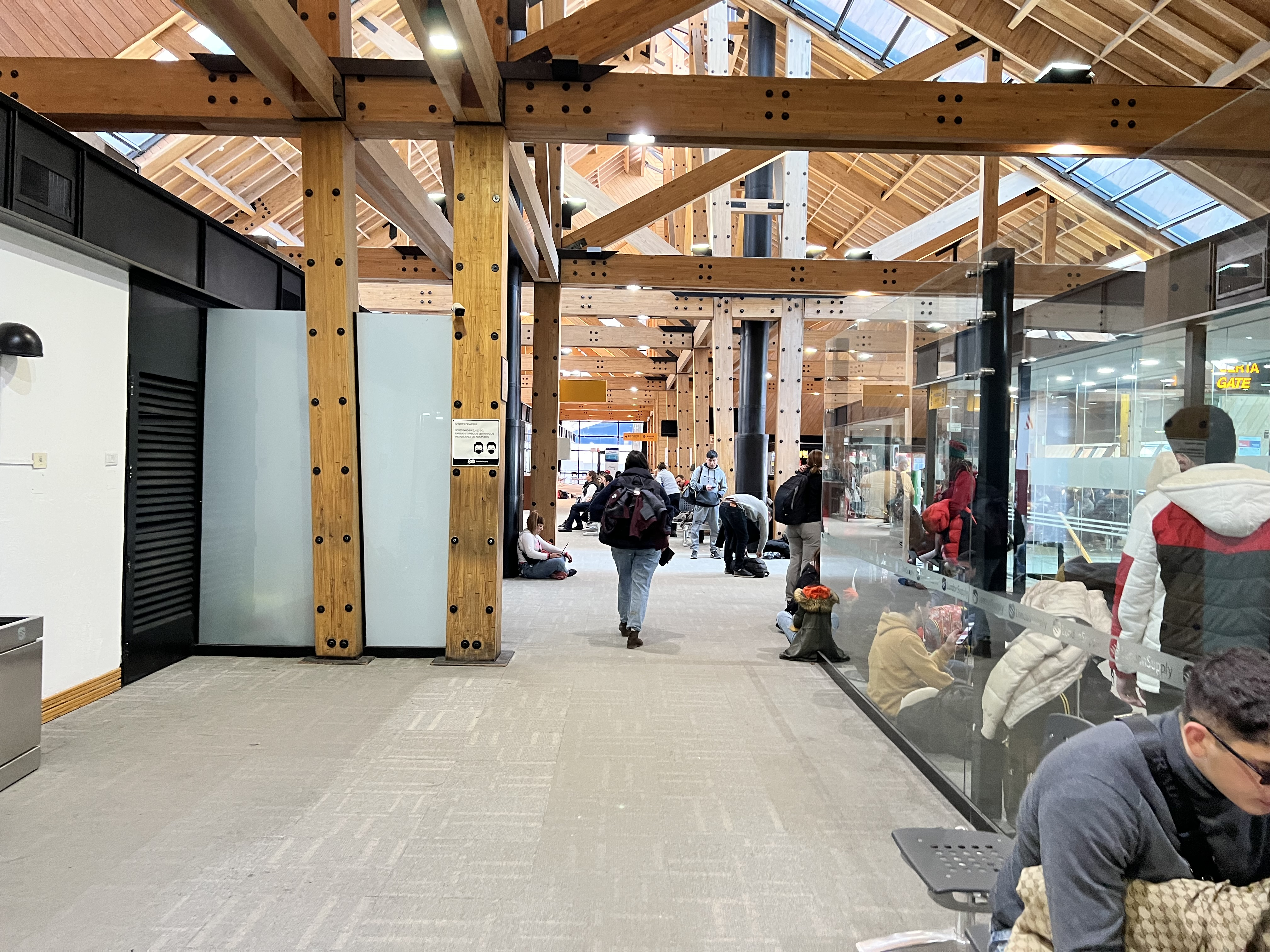
Pasillo principal del aeropuerto.

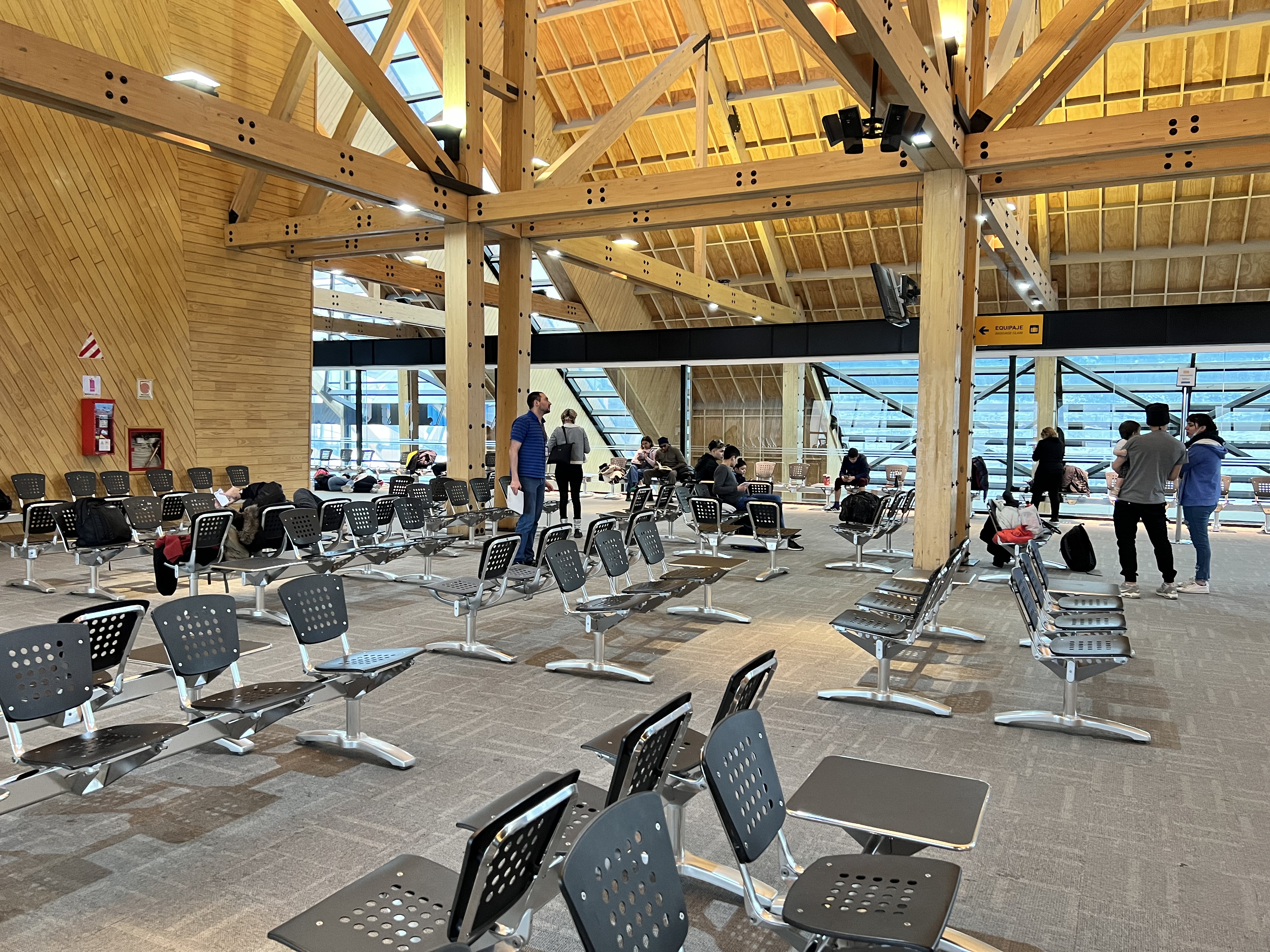
Sala de última espera del aeropuerto.

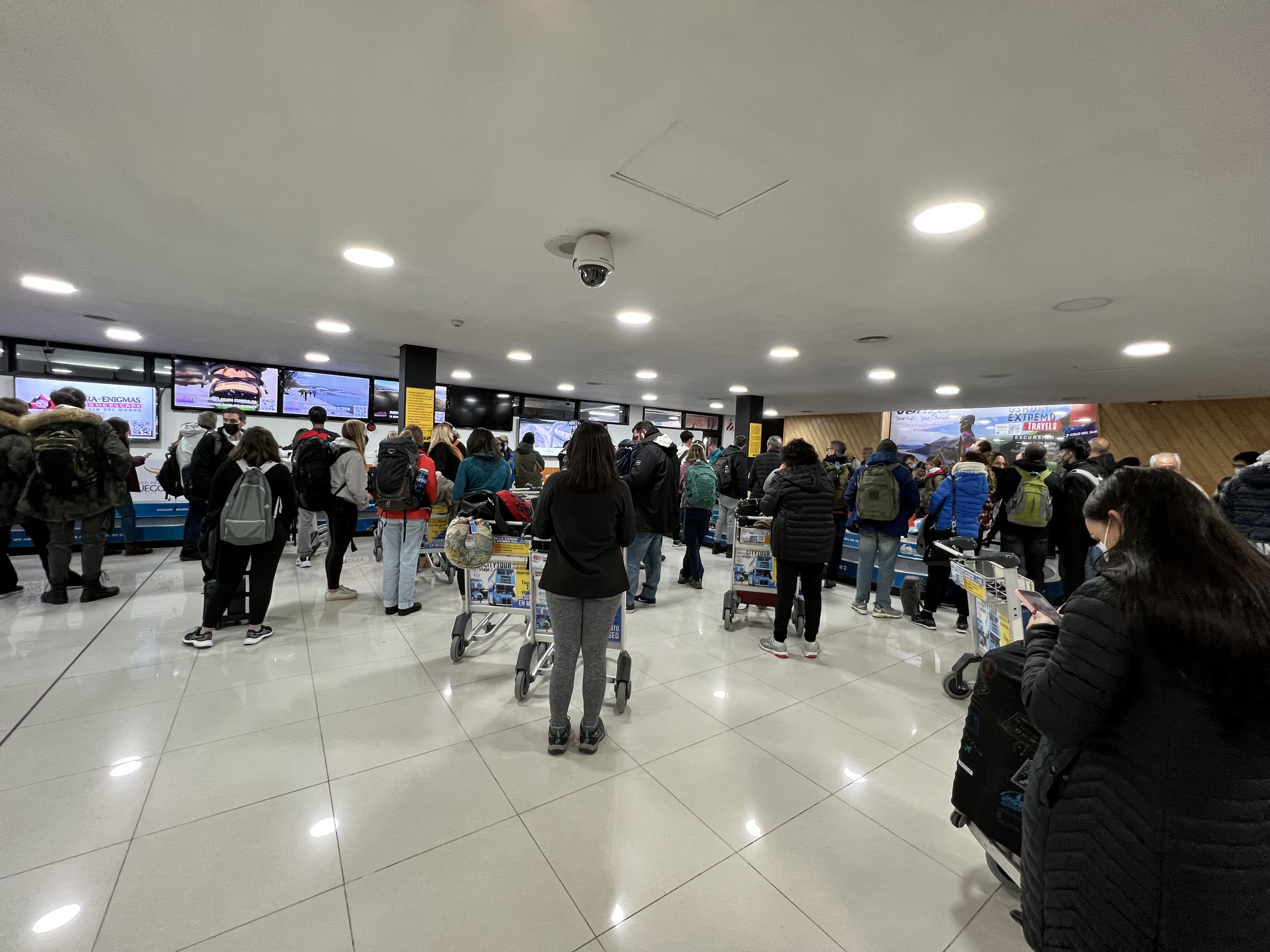
Bandas de reclamo de equipaje del aeropuerto.

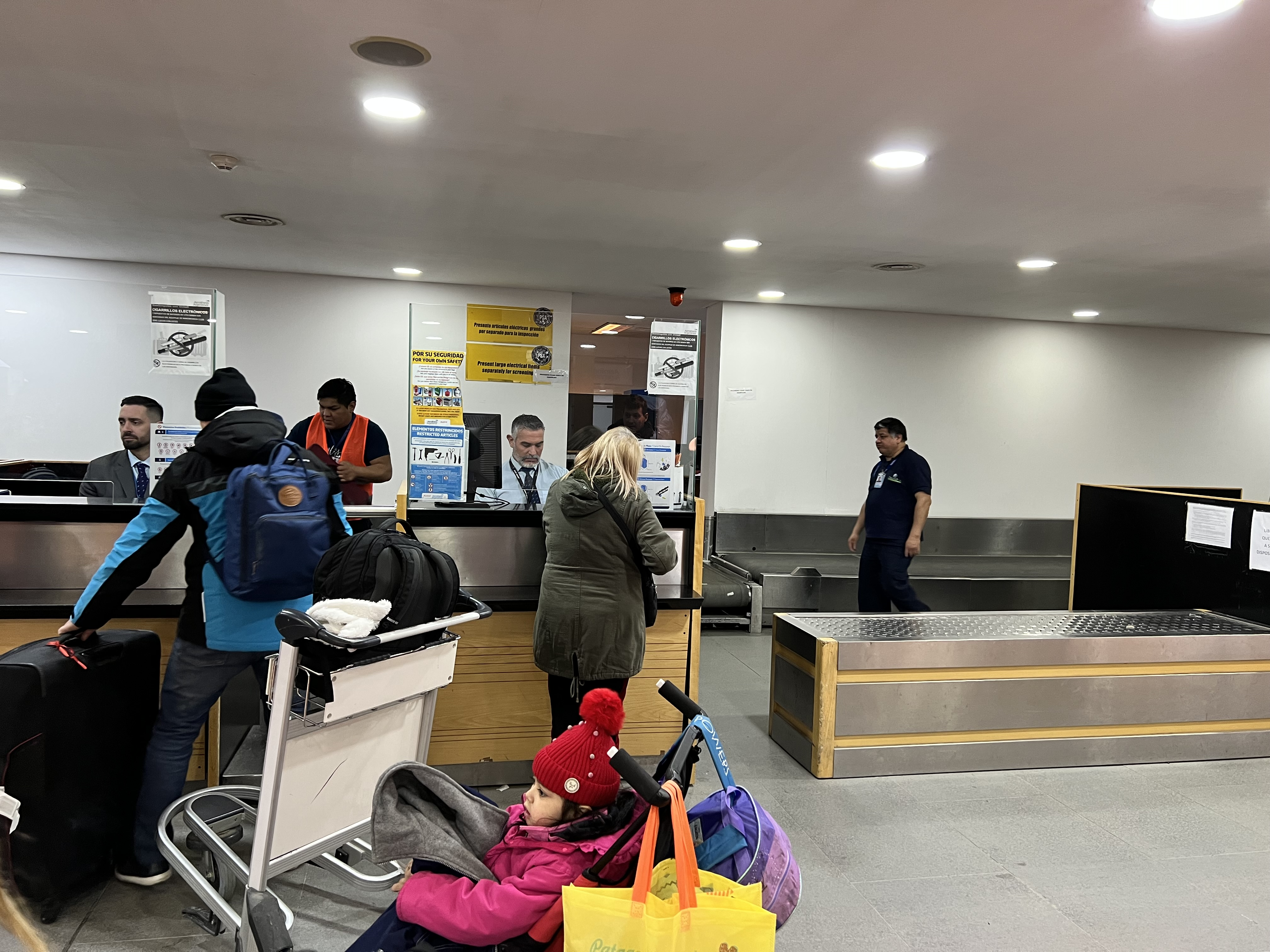
Mostradores de documentación del aeropuerto.

| Ciudades por países | Nombre del aeropuerto                                       | Aerolíneas                       | Aeronaves          | Estacional |
| Suramérica          | Suramérica                                                  | Suramérica                       | Suramérica         | Suramérica |
| ------------------- | ----------------------------------------------------------- | -------------------------------- | ------------------ | ---------- |
| Brasil              |                                                             |                                  |                    |            |
| São Paulo           | Aeropuerto Internacional de São Paulo-Guarulhos             | Gol Linhas Aéreas / LATAM Brasil | B738 B38M / A321   | Invierno   |
| Chile               |                                                             |                                  |                    |            |
| Punta Arenas        | Aeropuerto Internacional Presidente Carlos Ibáñez del Campo | Aerovías DAP                     | BAe 146            | Verano     |
| Santiago de Chile   | Aeropuerto Internacional Arturo Merino Benítez              | LATAM Airlines                   | A320, A320N, A321N | Verano     |
| Europa              |                                                             |                                  |                    |            |
| Alemania            |                                                             |                                  |                    |            |
| Fráncfort del Meno  | Aeropuerto de Fráncfort del Meno                            | Eurowings / Lufthansa            | B767 / B748        | Verano     |
| Austria             |                                                             |                                  |                    |            |
| Viena               | Aeropuerto de Viena-Schwechat                               | Austrian Airlines                | B767 / B789        | Verano     |

## Estadísticas
En esta sección se encuentran publicados los datos del desarrollo aerocomercial, generados por la Dirección de Estudios de Mercado y Estadísticas, dependiente de la Dirección Nacional de Transporte Aéreo de la Administración Nacional de Aviación Civil (ANAC). En los informes se podrá acceder a la cantidad de pasajeros de cabotaje e internacionales, la actividad de los operadores aéreos nacionales y extranjeros, cantidad de movimientos y nivel de demanda en aeropuertos, entre otros datos que caracterizan el escenario del transporte aéreo en la República Argentina. 
Arribos en tiempo real 
Despegues en tiempo real 
Listado con los 11 aeropuertos argentinos que concentran el mayor tráfico de pasajeros y vuelos año 2024
1. Aeroparque Jorge Newbery (AEP)
2. Aeropuerto Internacional Ezeiza – Ministro Pistarini (EZE)
3. Aeropuerto Internacional Ingeniero Ambrosio Taravella – Córdoba (COR)
4. Aeropuerto Internacional Teniente Luis Candelaria – Bariloche (BRC)
5. Aeropuerto Internacional El Plumerillo – Mendoza (MDZ)
6. Aeropuerto Internacional Martín Miguel de Güemes – Salta (SLA)
7. Aeropuerto Internacional Malvinas Argentinas – Ushuaia (USH)
8. Aeropuerto Internacional de Puerto Iguazú – Iguazú (IGR)
9. Aeropuerto Internacional Presidente Perón – Neuquén (NQN)
10. Aeropuerto Comandante Armando Tola – El Calafate (FTE)
11. Aeropuerto Internacional Teniente General Benjamín Matienzo – Tucumán (TUC)

| \| Año \| Variación \| Total \| Domésticos \| Internacionales \| Tránsitos \| \| ------------ \| --------- \| --------- \| ---------- \| --------------- \| --------- \| \| 2025 ENE-JUN \| 5% \| 530.000 \| 529.000 \| 1.000 \| - \| \| 2024 \| 4% \| 1.148.000 \| 1.144.000 \| 4.000 \| - \| \| 2023 \| 21% \| 1.186.000 \| 1.181.000 \| 5.000 \| - \| \| 2022 \| 92% \| 974.704 \| 968.704 \| 6.000 \| - \| \| 2021 \| 64,63% \| 512.000 \| 509.000 \| 4.000 \| - \| \| 2020 \| 66,49% \| 311.000 \| 307.000 \| 4.000 \| - \| \| 2019 \| 16,88% \| 928.000 \| 921.000 \| 7.000 \| - \| \| 2018 \| 2,63% \| 794.130 \| 788.103 \| 7.027 \| - \| \| 2017 \| 8,56% \| 815.031 \| 811.798 \| 3.233 \| - \| \| 2016 \| 9,41% \| 750.742 \| 713.888 \| 28.772 \| 8.062 \| \| 2015 \| 22,21% \| 686.125 \| 673.814 \| 6.451 \| 5.860 \| \| 2014 \| 0,79% \| 561.400 \| 549.341 \| 2.100 \| 9.959 \| \| 2013 \| 3,65% \| 556.963 \| 545.637 \| 2.114 \| 9.212 \| \| 2012 \| 6,26% \| 537.323 \| 506.658 \| 2.445 \| 28.220 \| \| 2011 \| 2,22% \| 573.153 \| 570.922 \| 2.231 \| - \| \| 2010 \| 9,34% \| 560.665 \| 551.421 \| 9.244 \| - \| \| 2009 \| 10,41% \| 618.411 \| 607.697 \| 10.714 \| - \| \| 2008 \| 4,73% \| 690.217 \| 671.596 \| 18.621 \| - \| \| 2007 \| 13,55% \| 658.997 \| 638.886 \| 20.111 \| - \| \| 2006 \| 5,21% \| 580.326 \| 565.069 \| 15.257 \| - \| \| 2005 \| 12,53% \| 551.580 \| 536.811 \| 14.769 \| - \| \| 2004 \| 19,96% \| 490.161 \| 480.541 \| 9.620 \| - \| \| 2003 \| 15,22% \| 408.575 \| 403.119 \| 5.456 \| - \| \| 2002 \| 56,07% \| 354.594 \| 351.345 \| 3.249 \| - \| \| 2001 \| N/D \| 227.192 \| 217.312 \| 294 \| 9.589 \| |           |           |            |                 |           |
| Año | Variación | Total     | Domésticos | Internacionales | Tránsitos |
| 2025 ENE-JUN | 5%        | 530.000   | 529.000    | 1.000           | -         |
| 2024 | 4%        | 1.148.000 | 1.144.000  | 4.000           | -         |
| 2023 | 21%       | 1.186.000 | 1.181.000  | 5.000           | -         |
| 2022 | 92%       | 974.704   | 968.704    | 6.000           | -         |
| 2021 | 64,63%    | 512.000   | 509.000    | 4.000           | -         |
| 2020 | 66,49%    | 311.000   | 307.000    | 4.000           | -         |
| 2019 | 16,88%    | 928.000   | 921.000    | 7.000           | -         |
| 2018 | 2,63%     | 794.130   | 788.103    | 7.027           | -         |
| 2017 | 8,56%     | 815.031   | 811.798    | 3.233           | -         |
| 2016 | 9,41%     | 750.742   | 713.888    | 28.772          | 8.062     |
| 2015 | 22,21%    | 686.125   | 673.814    | 6.451           | 5.860     |
| 2014 | 0,79%     | 561.400   | 549.341    | 2.100           | 9.959     |
| 2013 | 3,65%     | 556.963   | 545.637    | 2.114           | 9.212     |
| 2012 | 6,26%     | 537.323   | 506.658    | 2.445           | 28.220    |
| 2011 | 2,22%     | 573.153   | 570.922    | 2.231           | -         |
| 2010 | 9,34%     | 560.665   | 551.421    | 9.244           | -         |
| 2009 | 10,41%    | 618.411   | 607.697    | 10.714          | -         |
| 2008 | 4,73%     | 690.217   | 671.596    | 18.621          | -         |
| 2007 | 13,55%    | 658.997   | 638.886    | 20.111          | -         |
| 2006 | 5,21%     | 580.326   | 565.069    | 15.257          | -         |
| 2005 | 12,53%    | 551.580   | 536.811    | 14.769          | -         |
| 2004 | 19,96%    | 490.161   | 480.541    | 9.620           | -         |
| 2003 | 15,22%    | 408.575   | 403.119    | 5.456           | -         |
| 2002 | 56,07%    | 354.594   | 351.345    | 3.249           | -         |
| 2001 | N/D       | 227.192   | 217.312    | 294             | 9.589     |

| Ranking | Ciudad                                         | Pasajeros (2017) | Pasajeros (2018) | Variación | Pasajeros (Ene - Jun 2019) | Variación | Aerolíneas                                                           |
| ------- | ---------------------------------------------- | ---------------- | ---------------- | --------- | -------------------------- | --------- | -------------------------------------------------------------------- |
| 1       | Ciudad de Buenos Aires (Aeroparque), Argentina | 482.452          | 494.793          | +2,55     | 259.988                    | +23,70    | Aerolíneas Argentinas, Austral Líneas Aéreas, LATAM Argentina        |
| 2       | El Calafate, Argentina                         | 138.426          | 127.112          | -8,90     | 73.775                     | +10,39    | Aerolíneas Argentinas, Austral Líneas Aéreas LATAM Argentina         |
| 3       | Ezeiza, Argentina                              | 60.835           | 53.597           | -10,71    | 22.615                     | -34,17    | Aerolíneas Argentinas, Austral Líneas Aéreas, Andes, LATAM Argentina |
| 4       | Córdoba, Argentina                             | 43.056           | 39.842           | -8,06     | 21.165                     | +17,75    | Austral Líneas Aéreas                                                |
| 5       | Trelew, Argentina                              | 22.584           | 27.325           | +10,34    | 10.510                     | -14,23    | Aerolíneas Argentinas                                                |
| 6       | Bahía Blanca, Argentina                        | 16.752           | 24.357           | +38,8     | 12.182                     | +6,56     | Austral Líneas Aéreas                                                |
| 7       | Santiago de Chile                              | 1.746            | 6.118            | +250,46   | 3.869                      | +38,42    | LATAM Chile                                                          |

## Aerolíneas y destinos que cesaron operaciones
- Andes Líneas Aéreas (Ezeiza)
- Austral Líneas Aéreas (El Calafate)
- LATAM Argentina (Buenos Aires-Aeroparque, Buenos Aires-Ezeiza, El Calafate)

## Galería

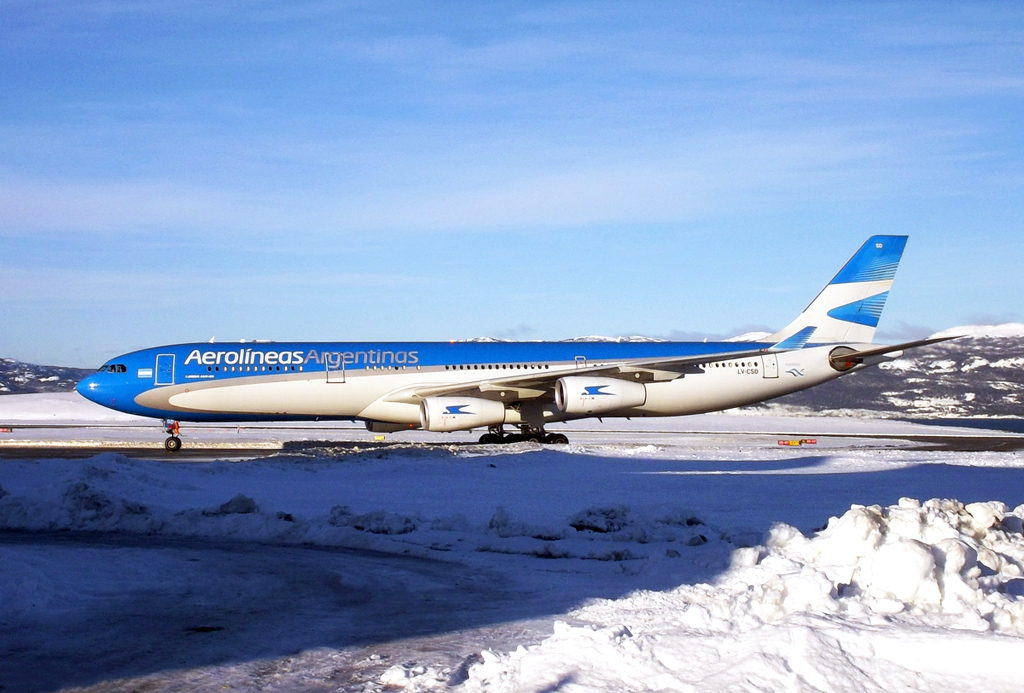
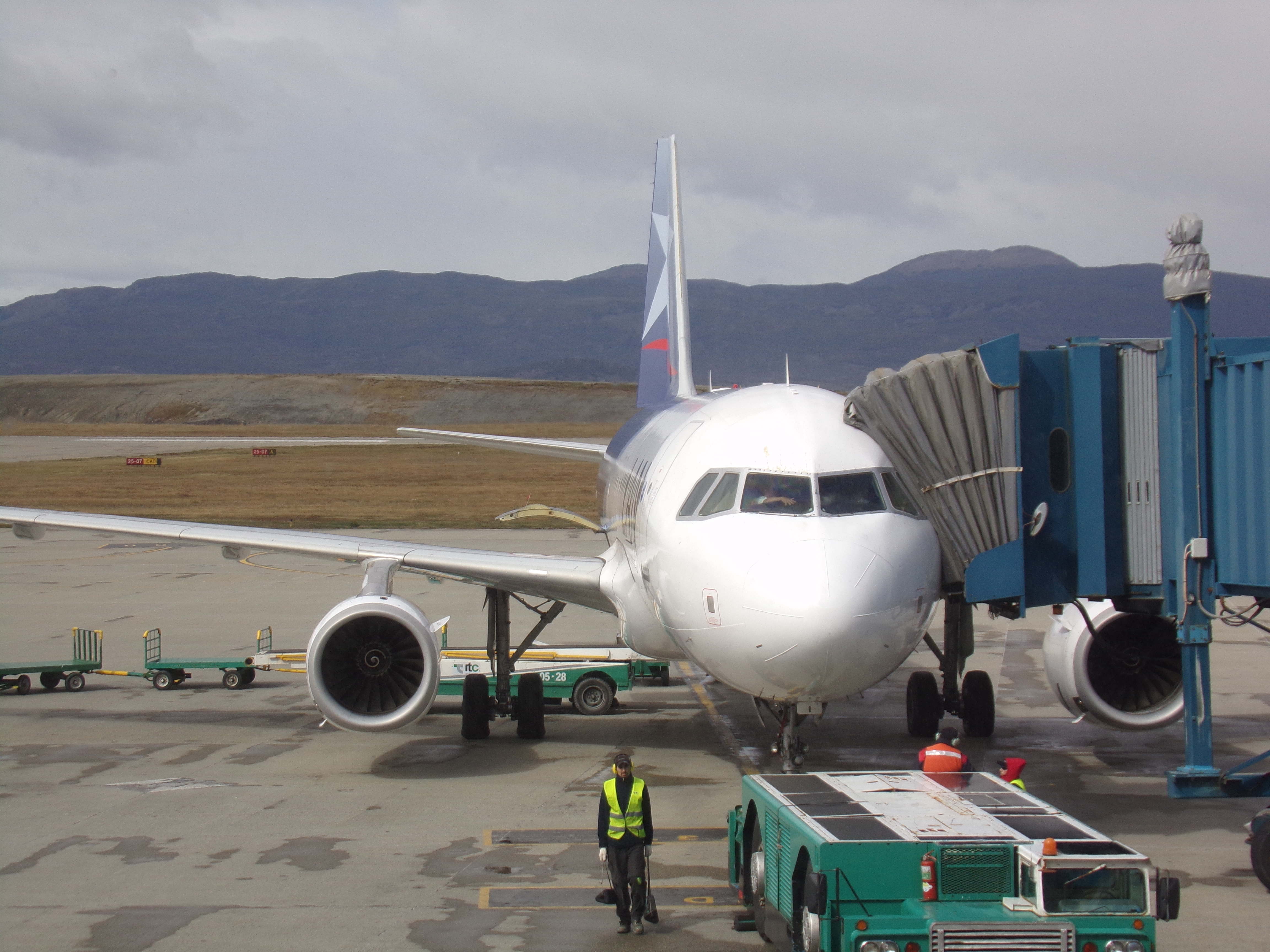
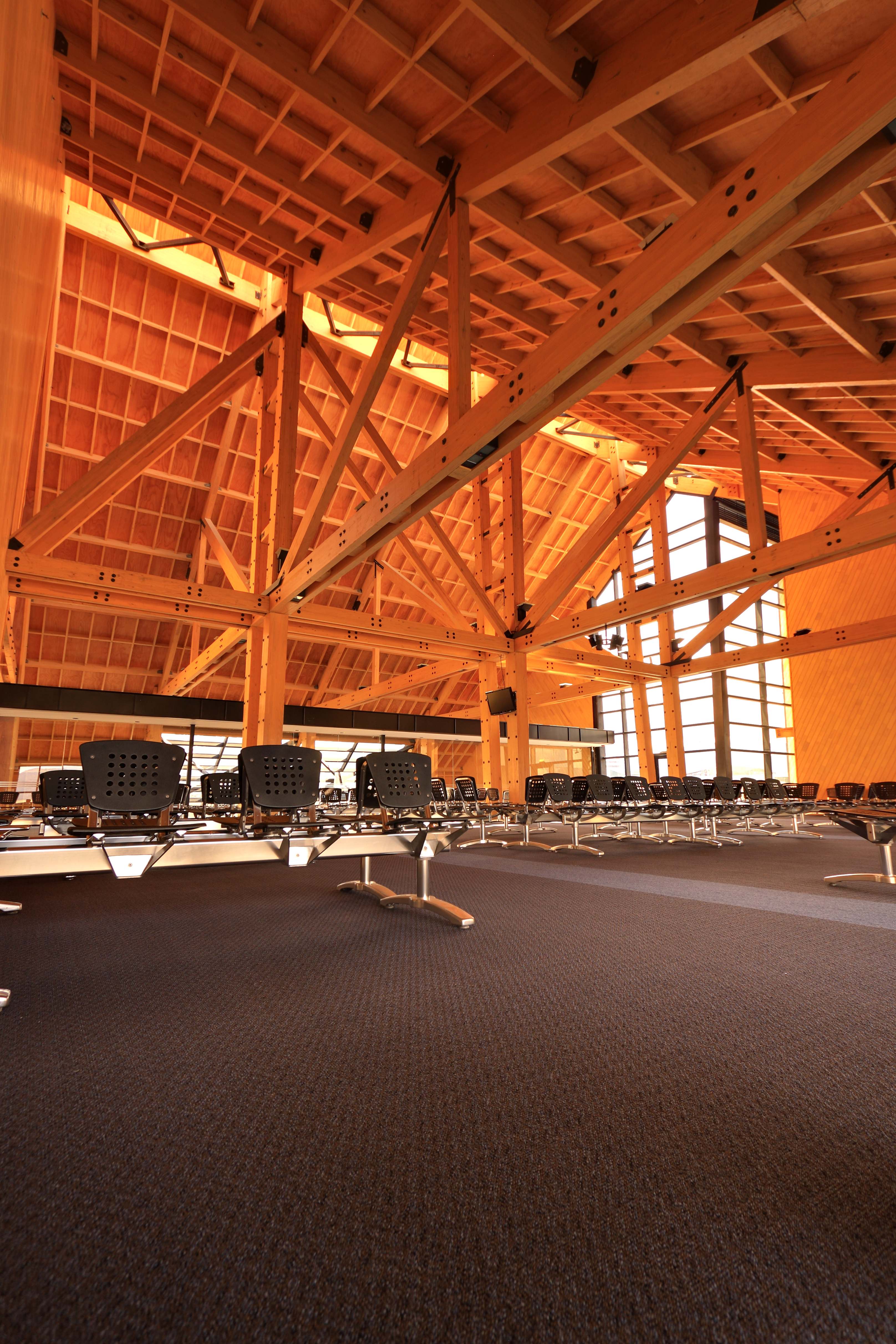
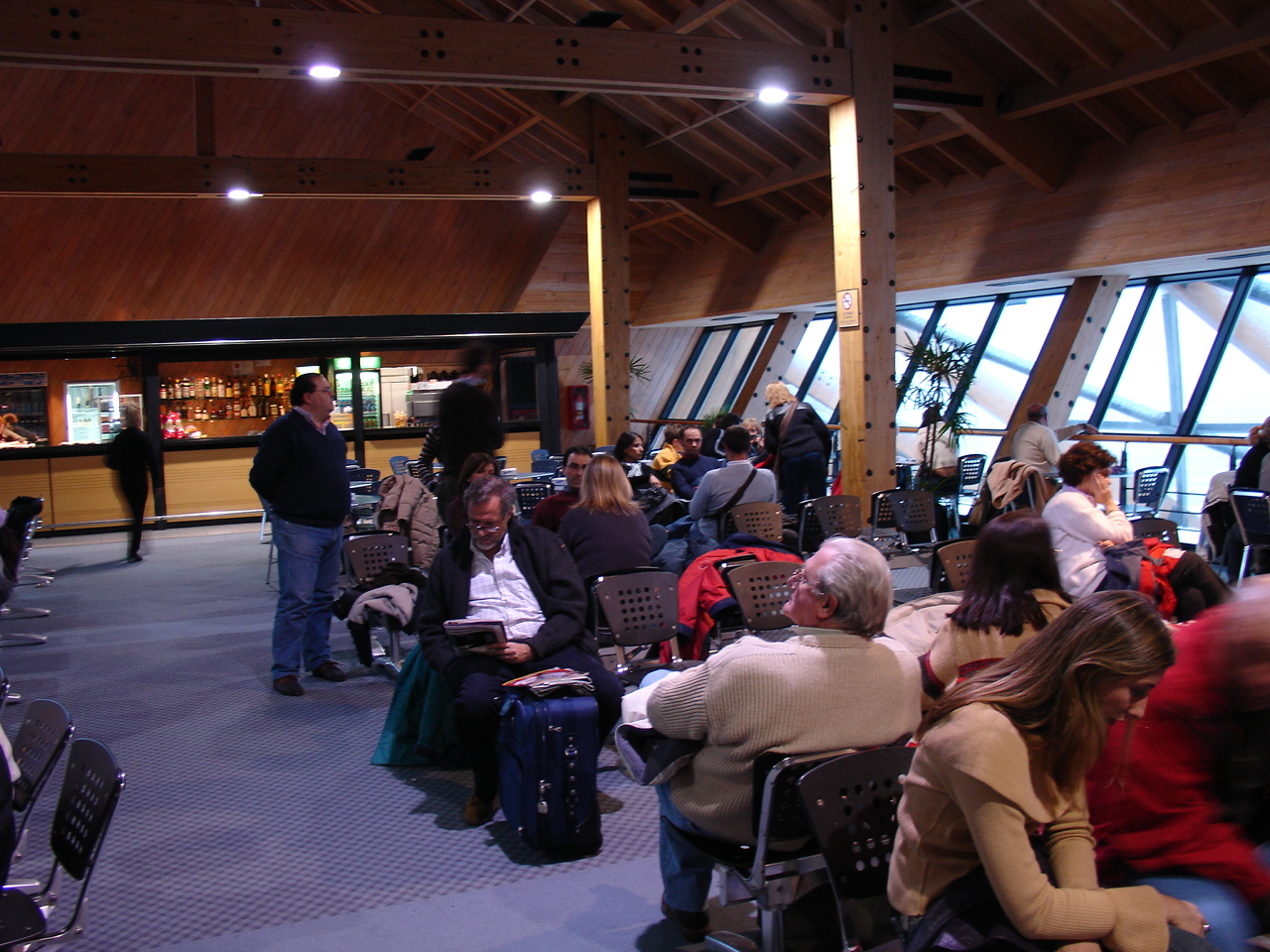
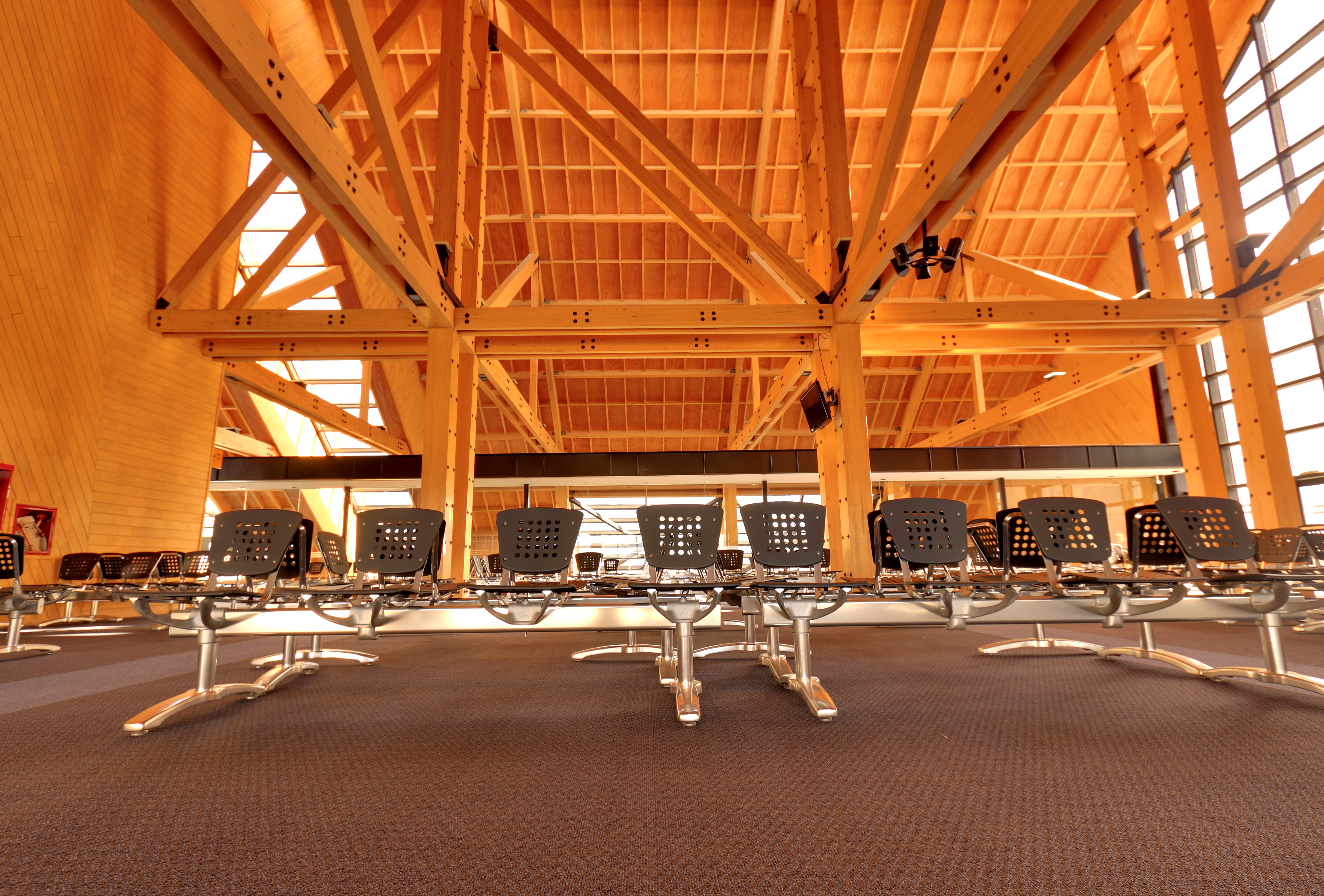
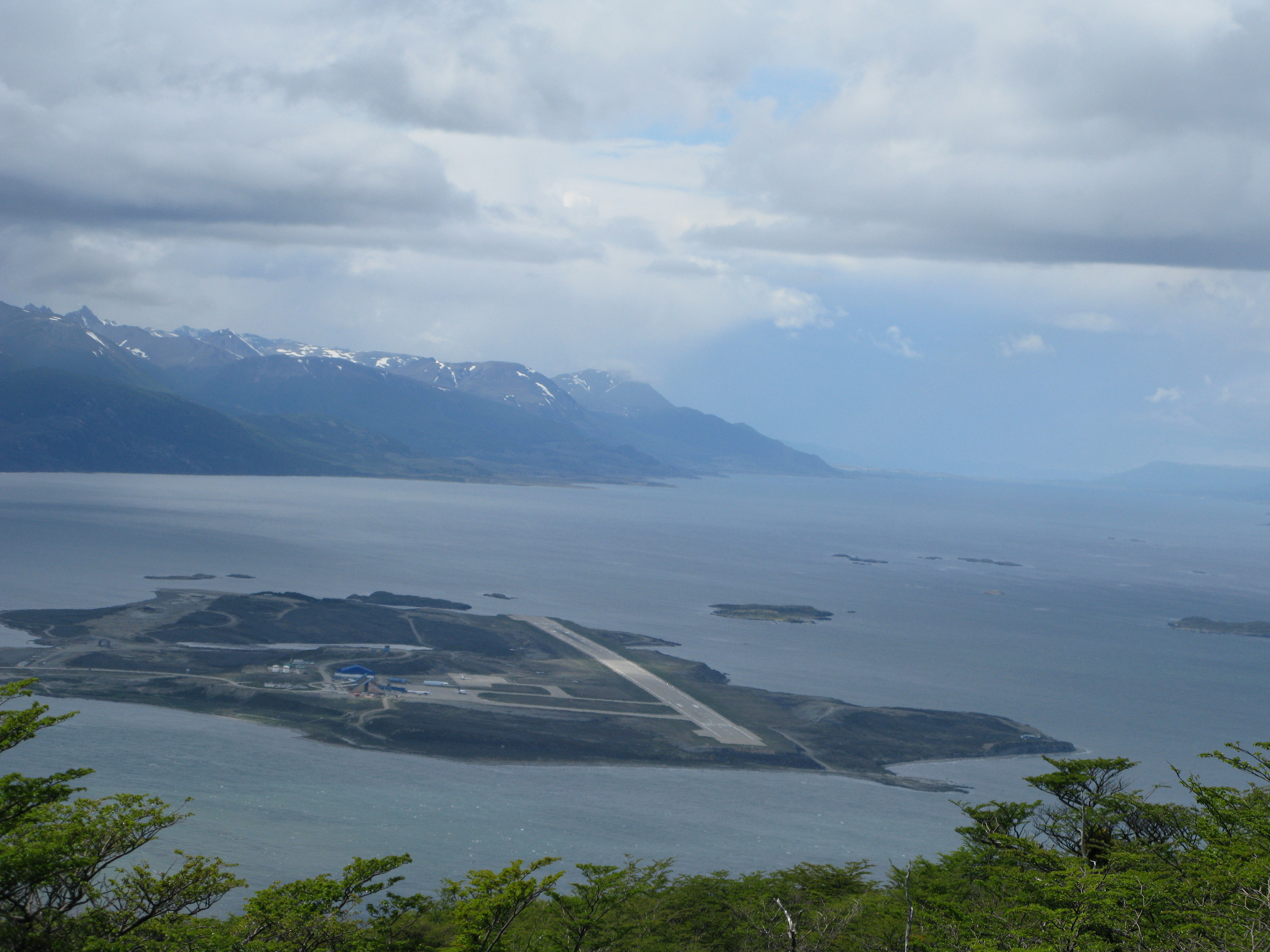
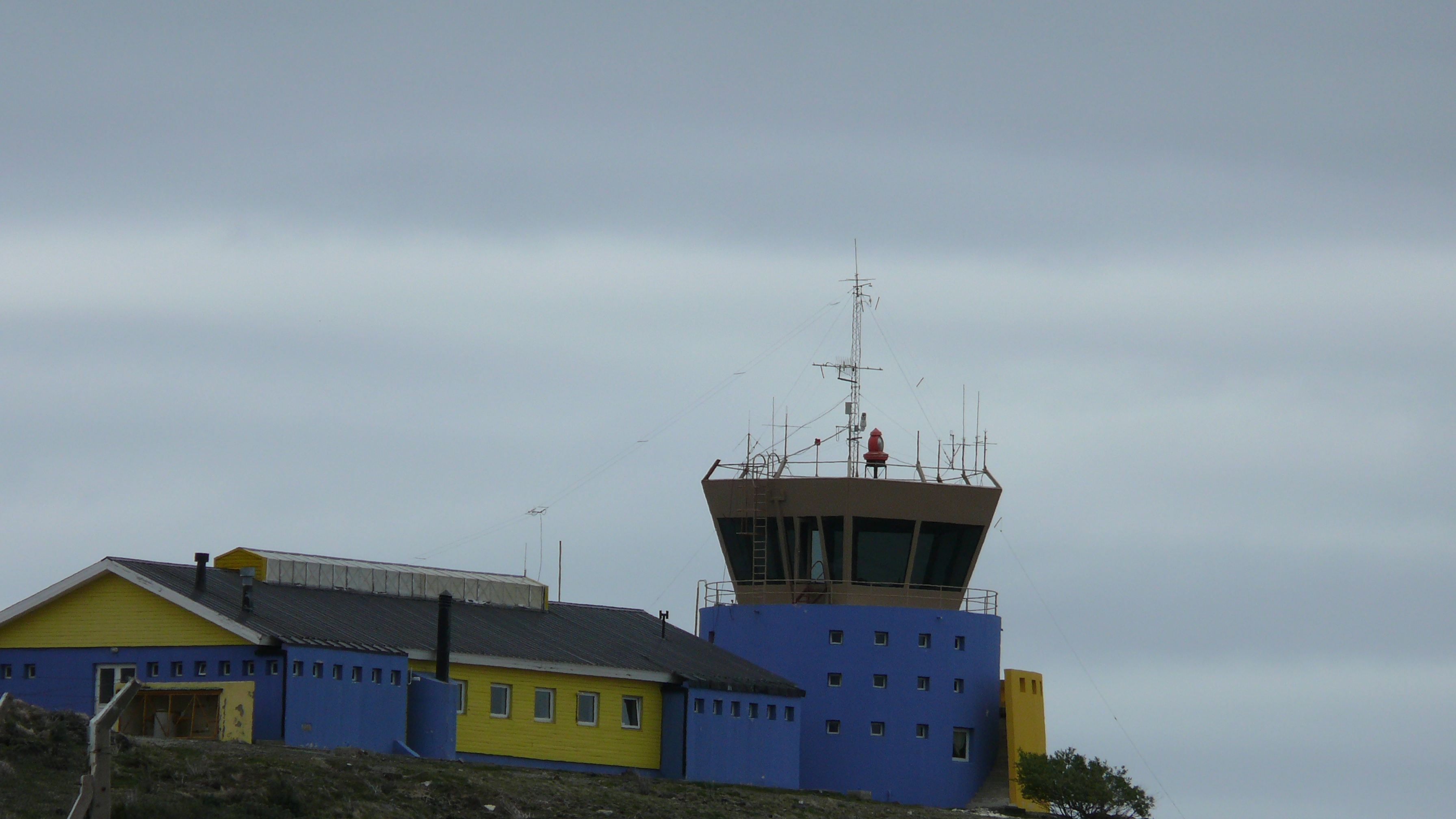
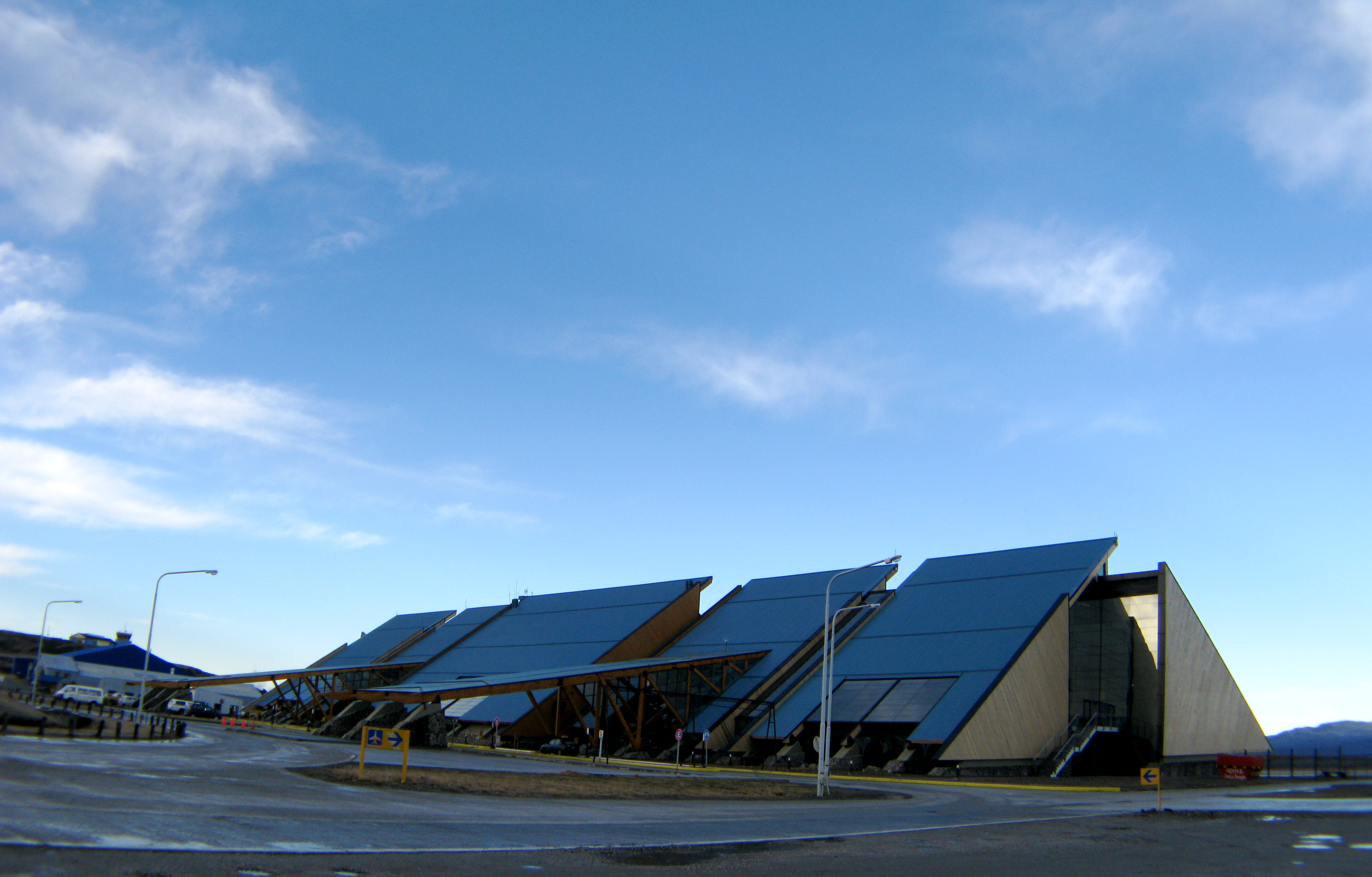
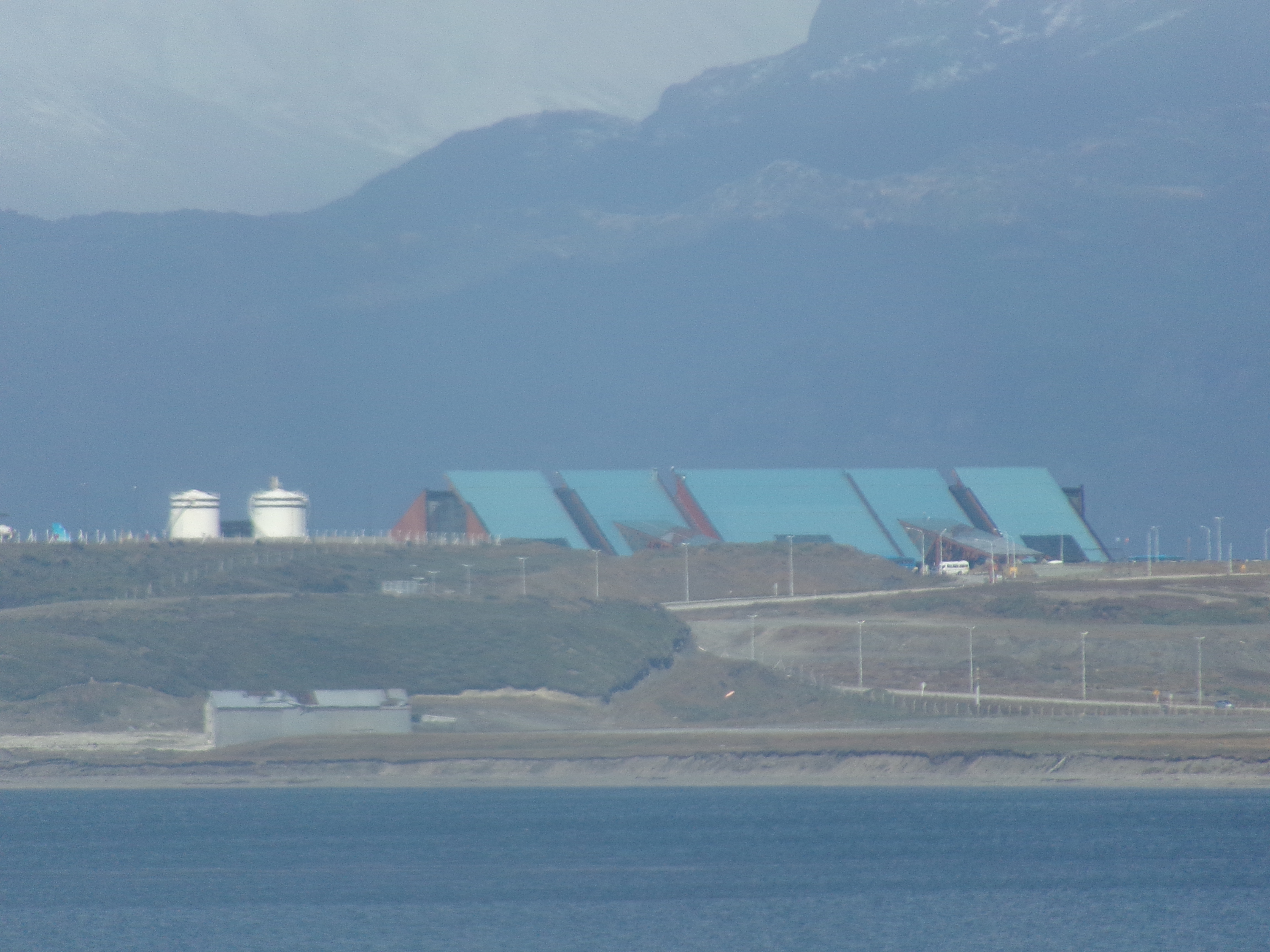
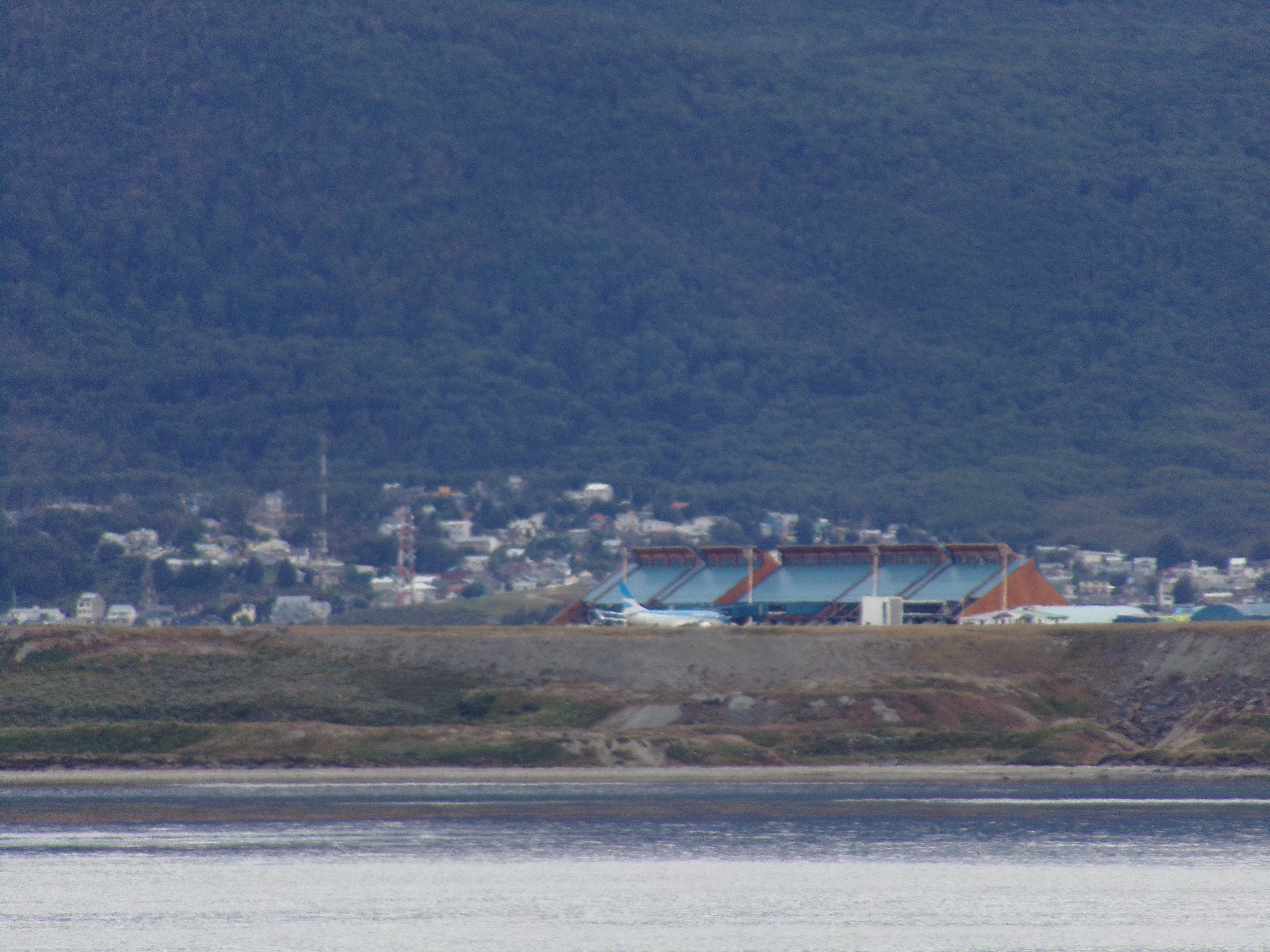
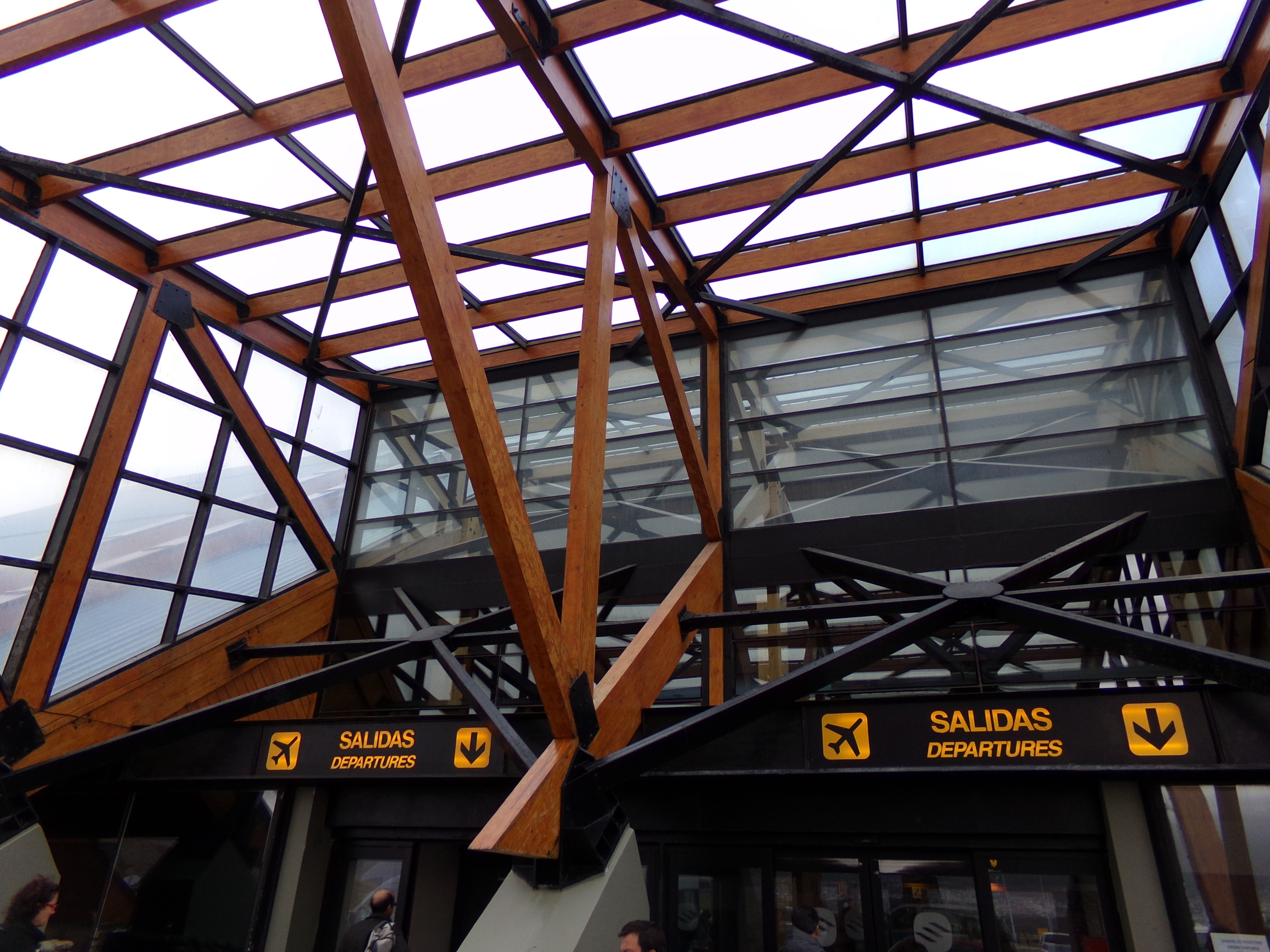
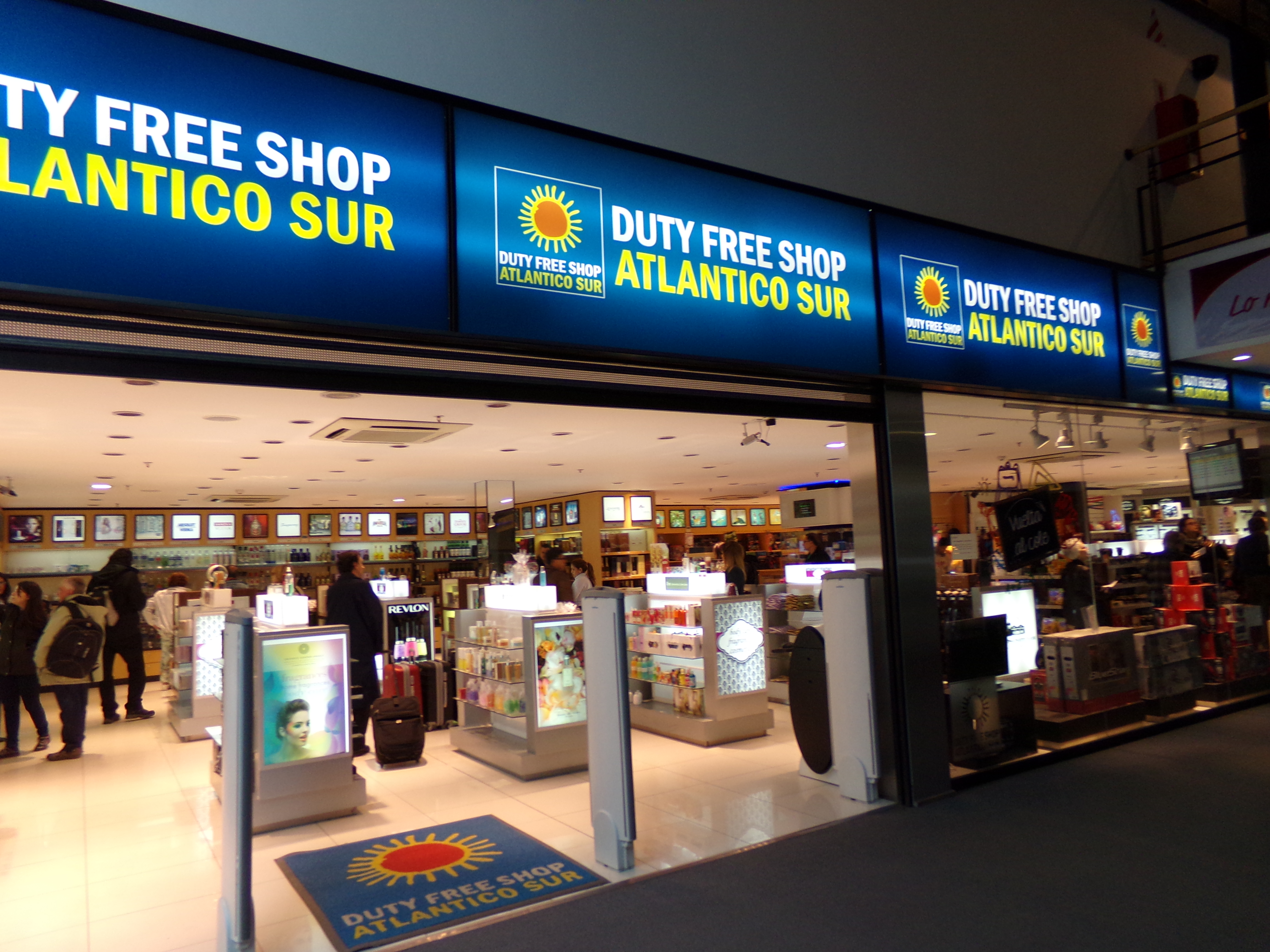
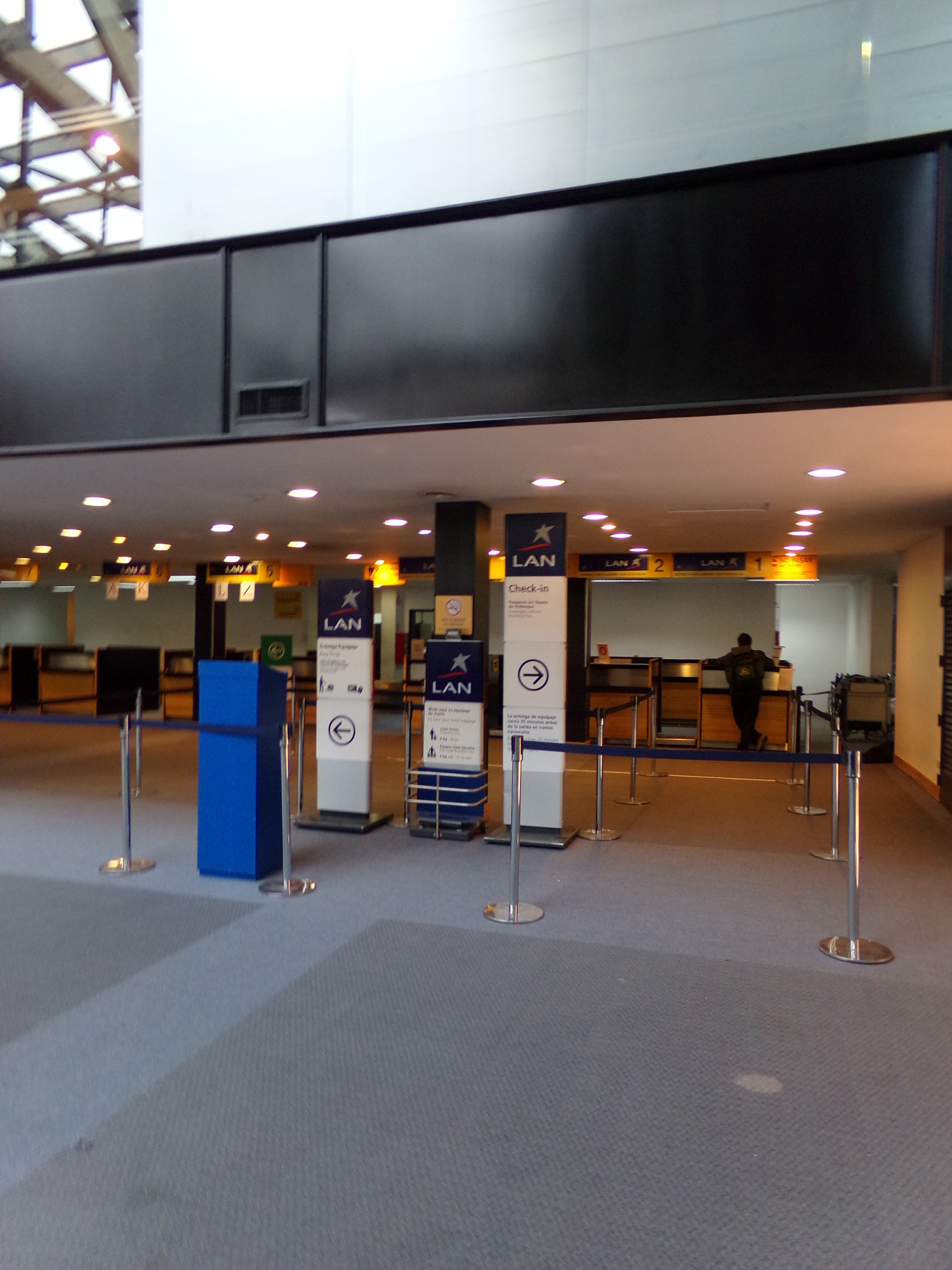
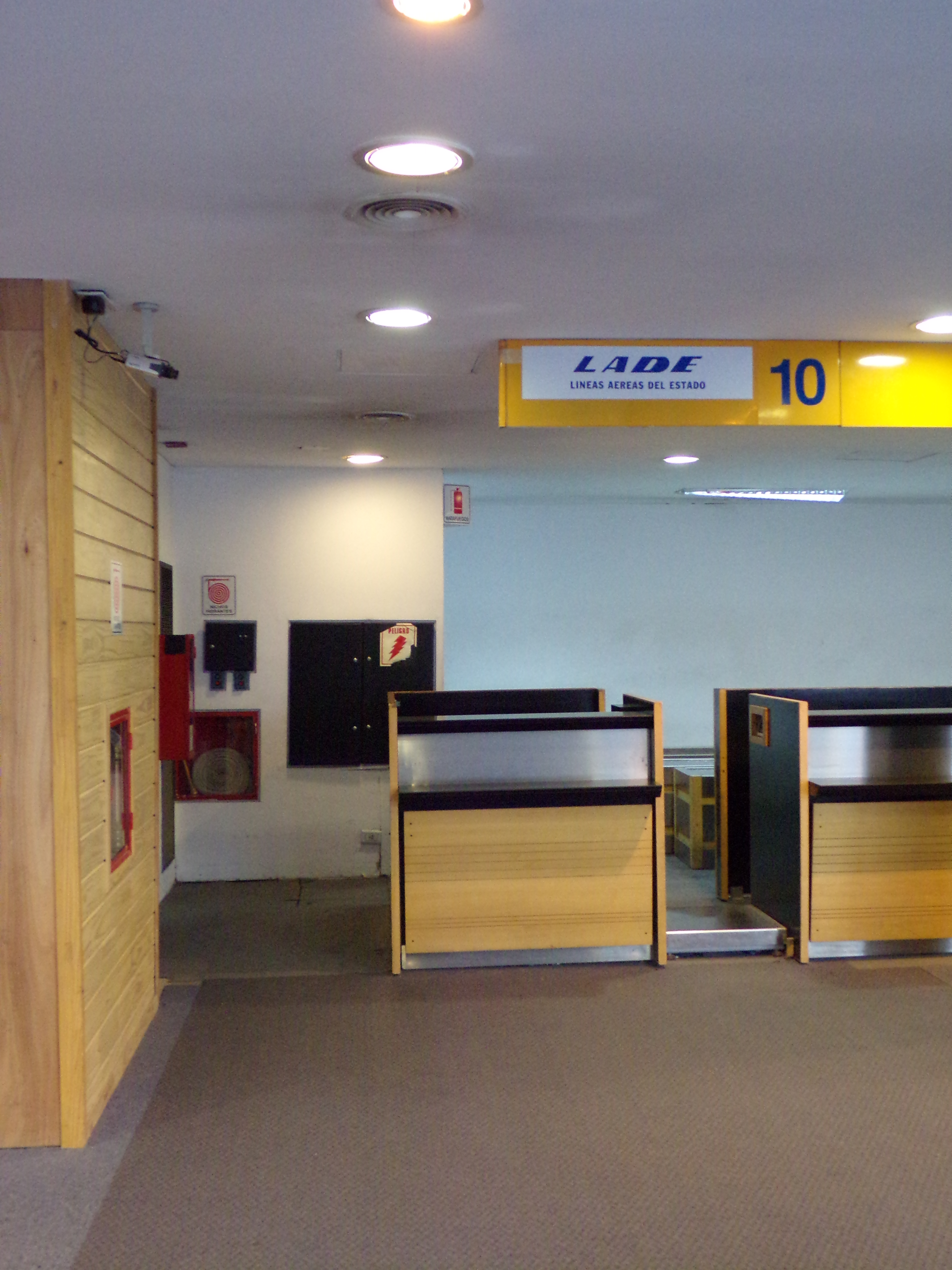
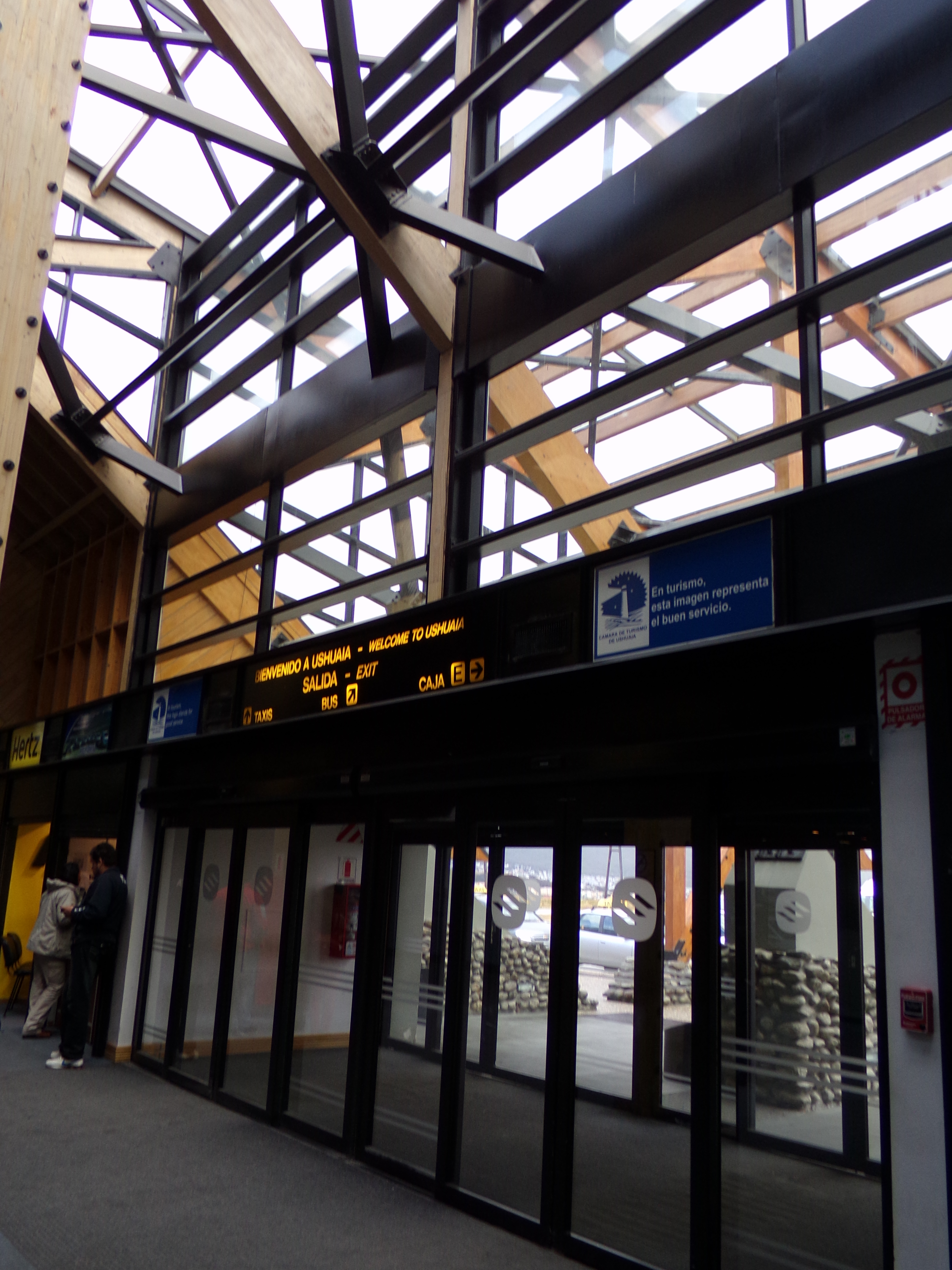
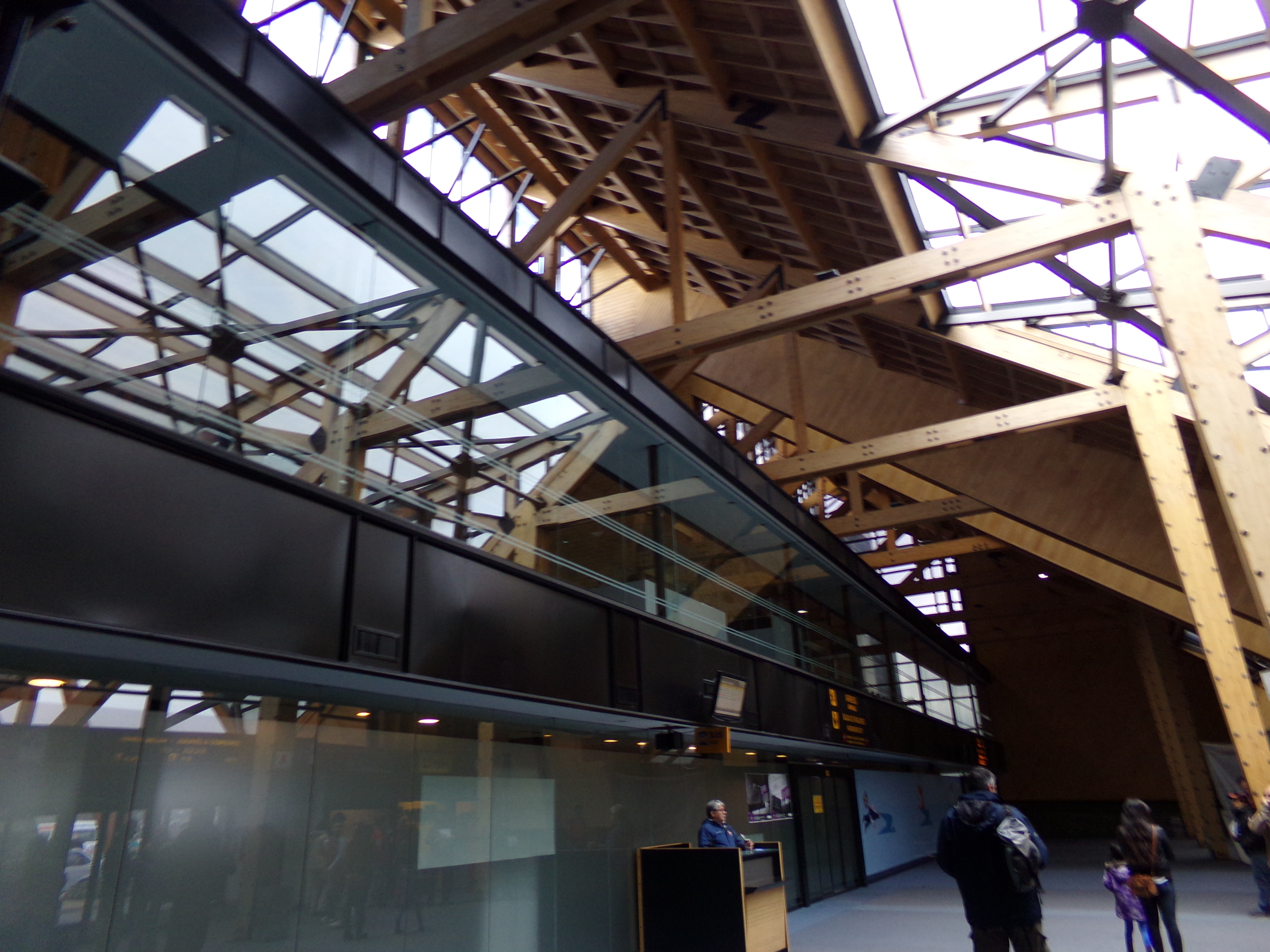
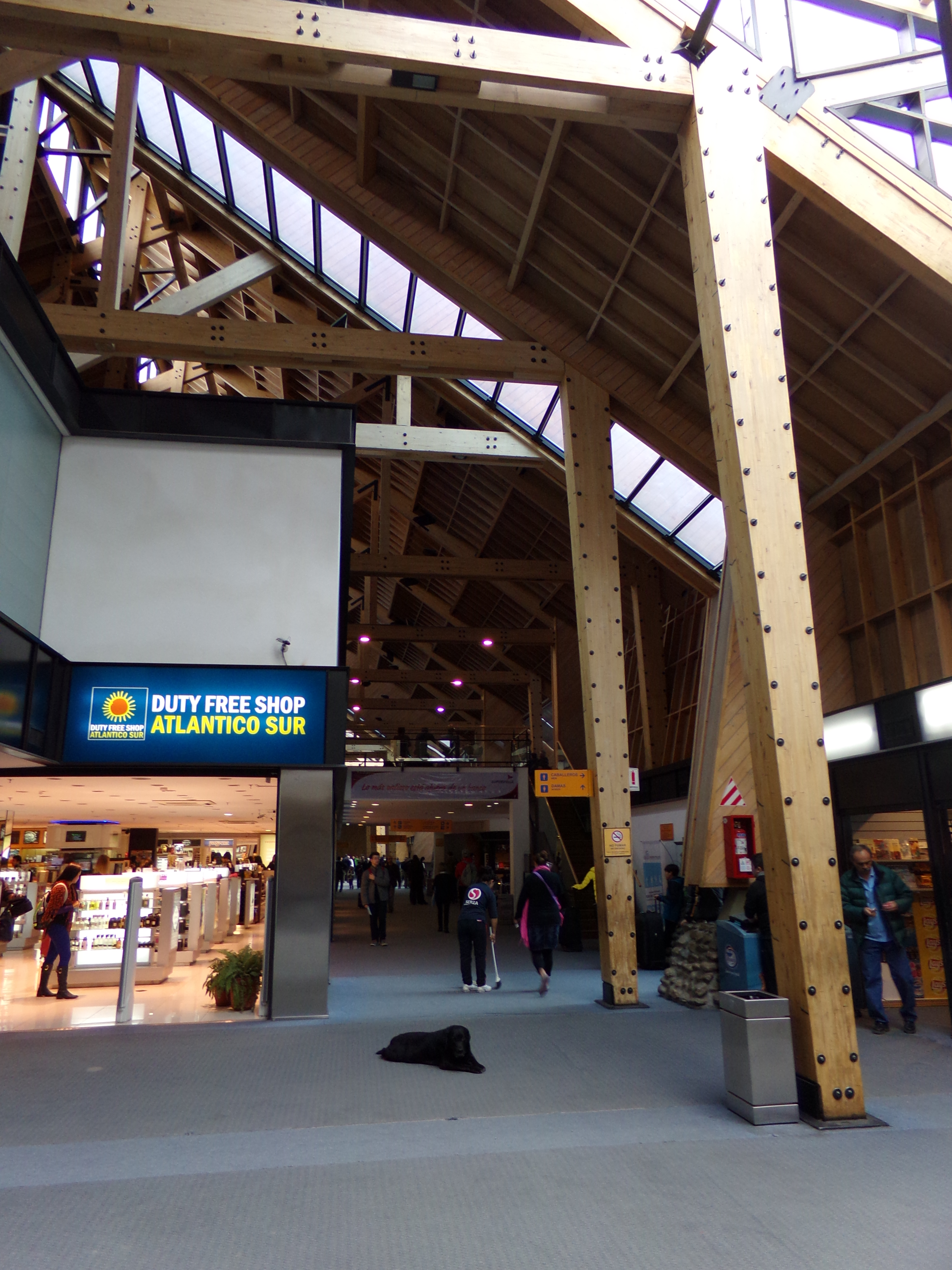
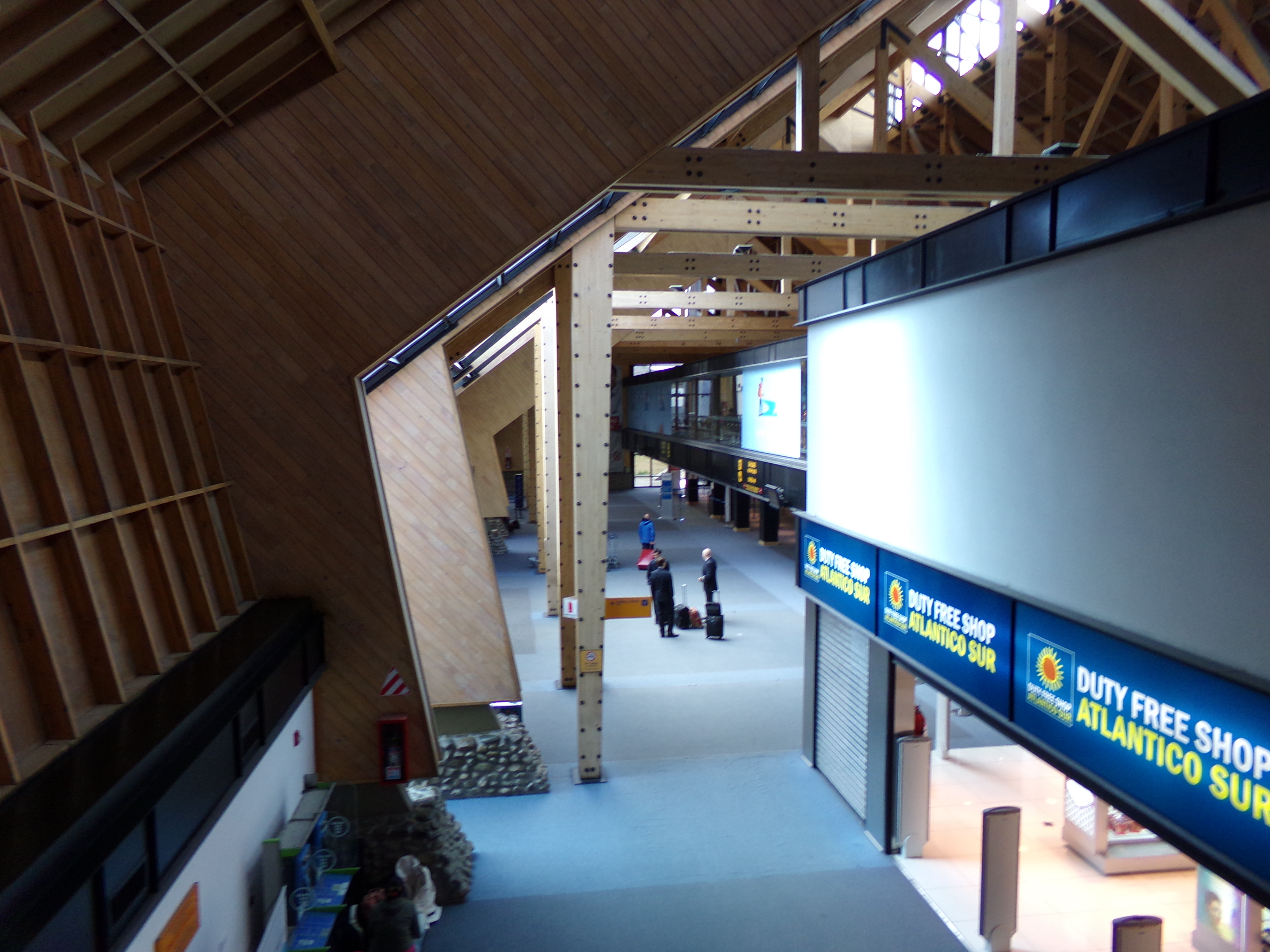
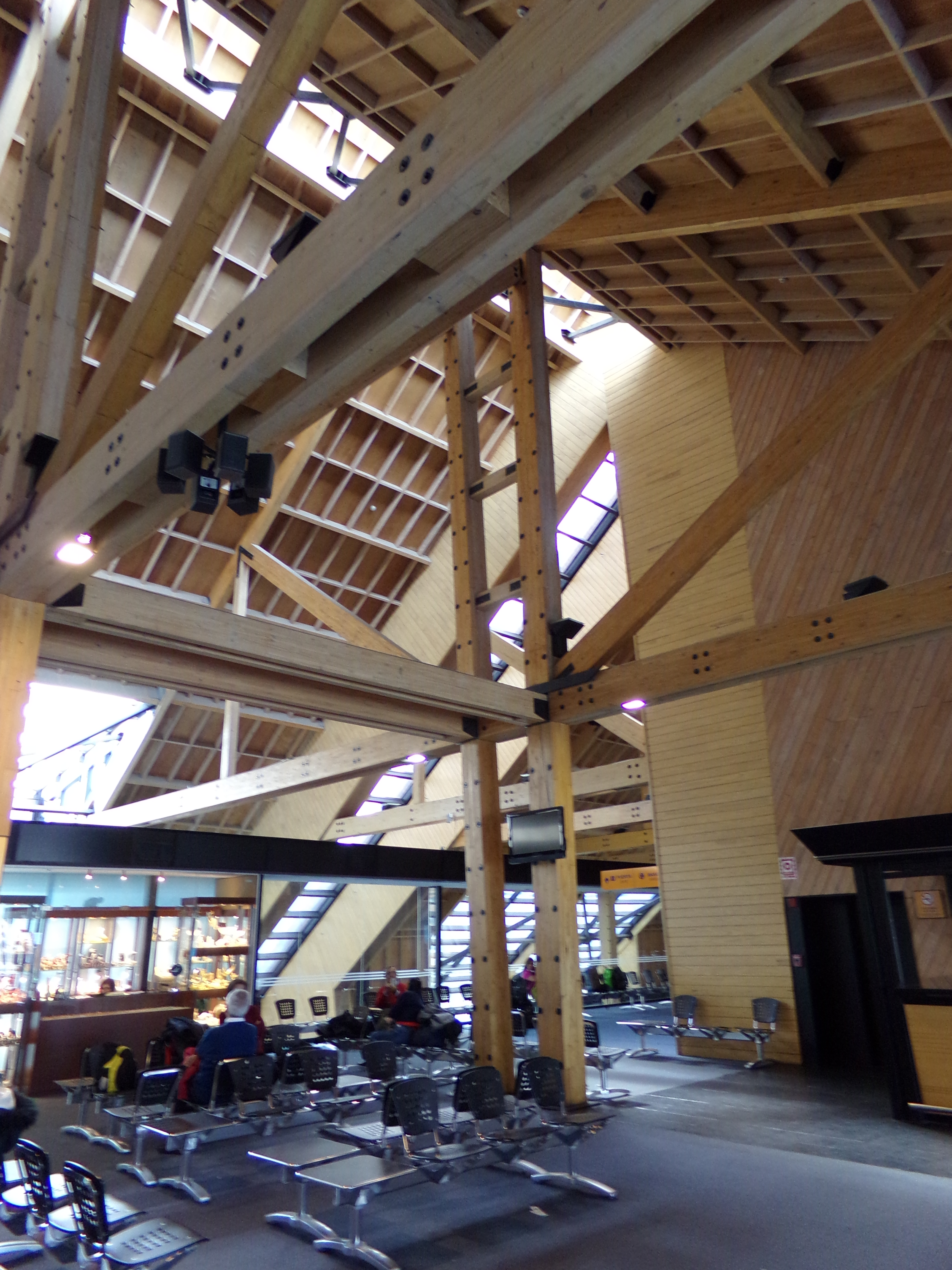
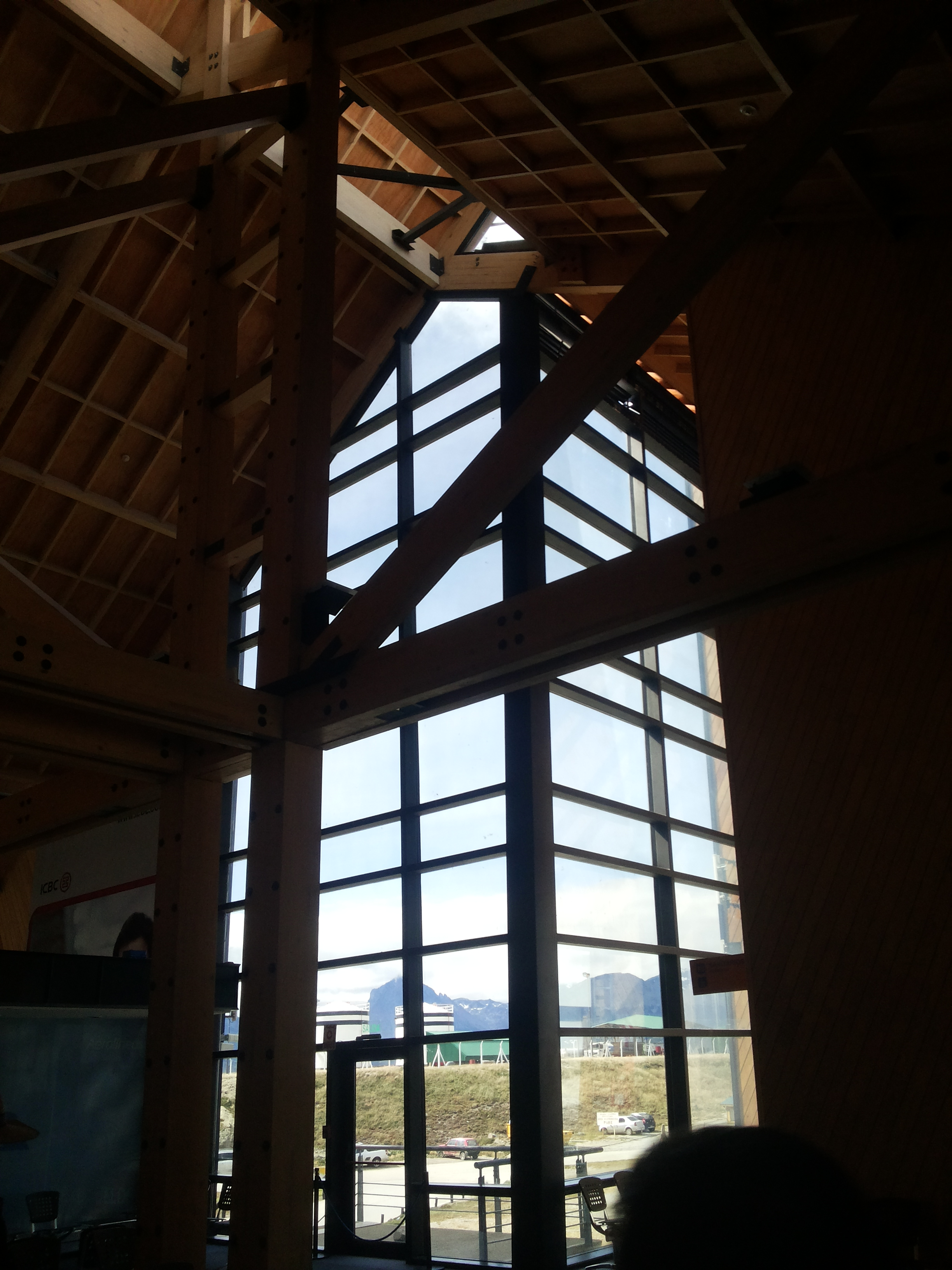
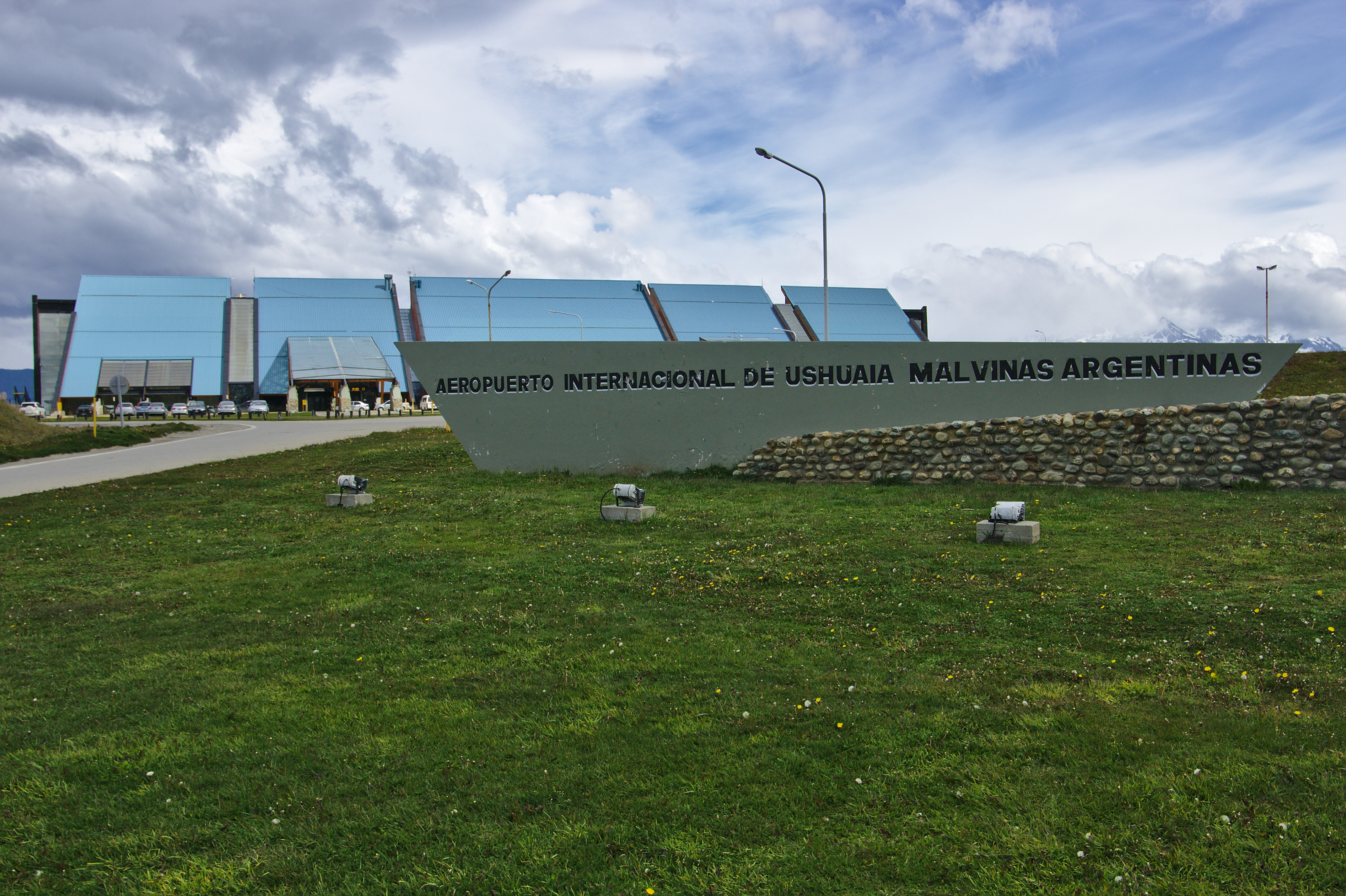
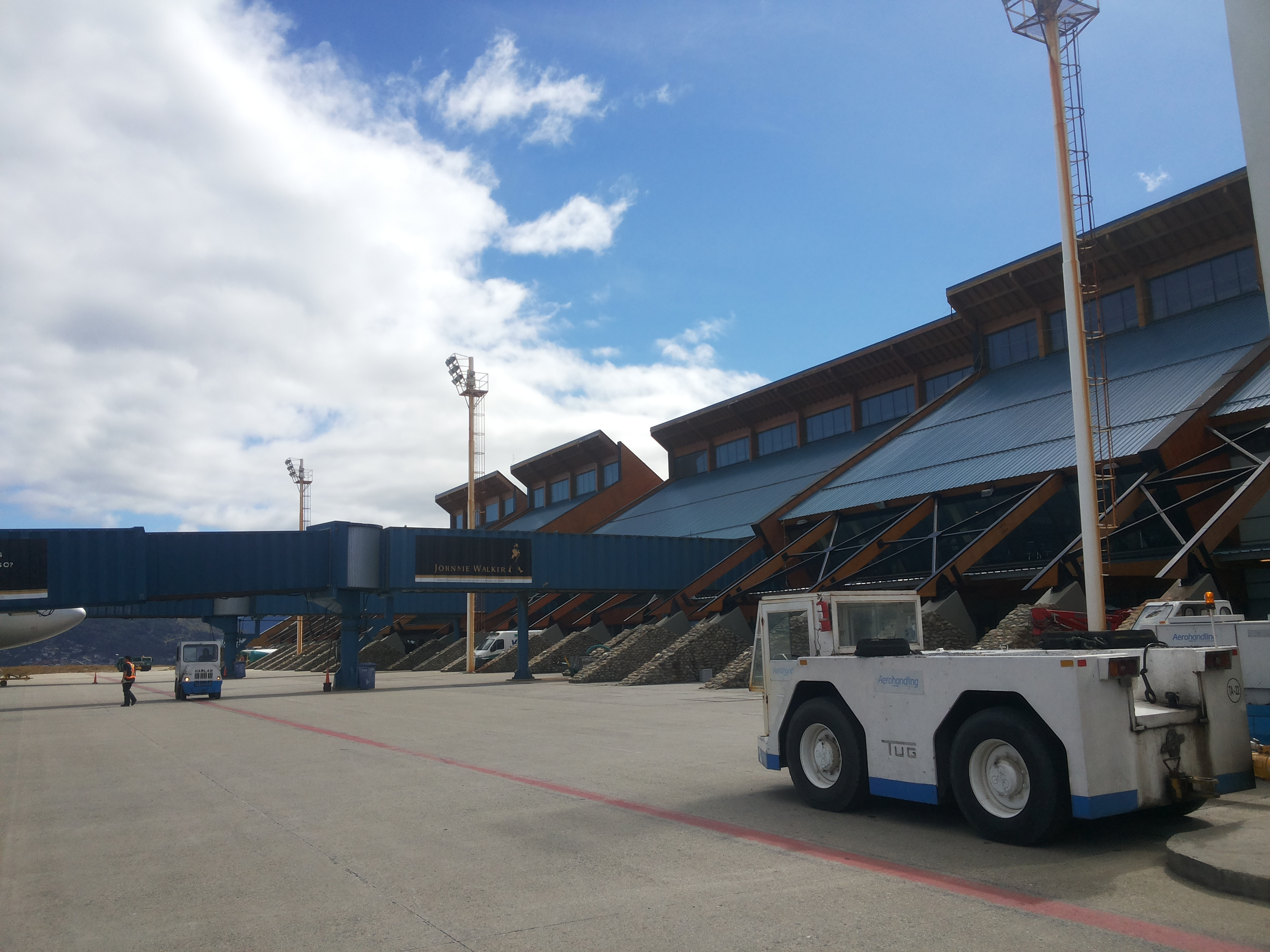
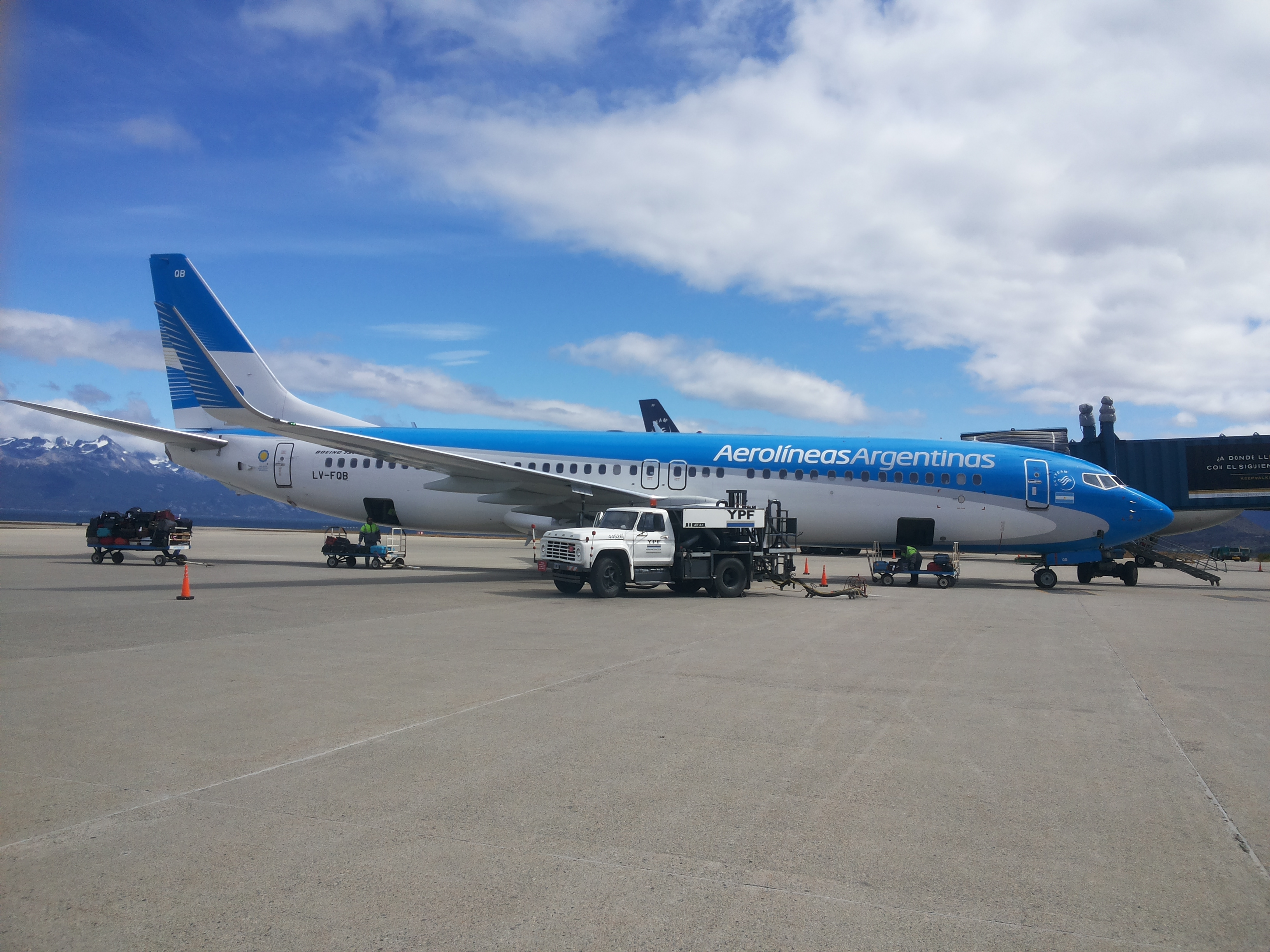
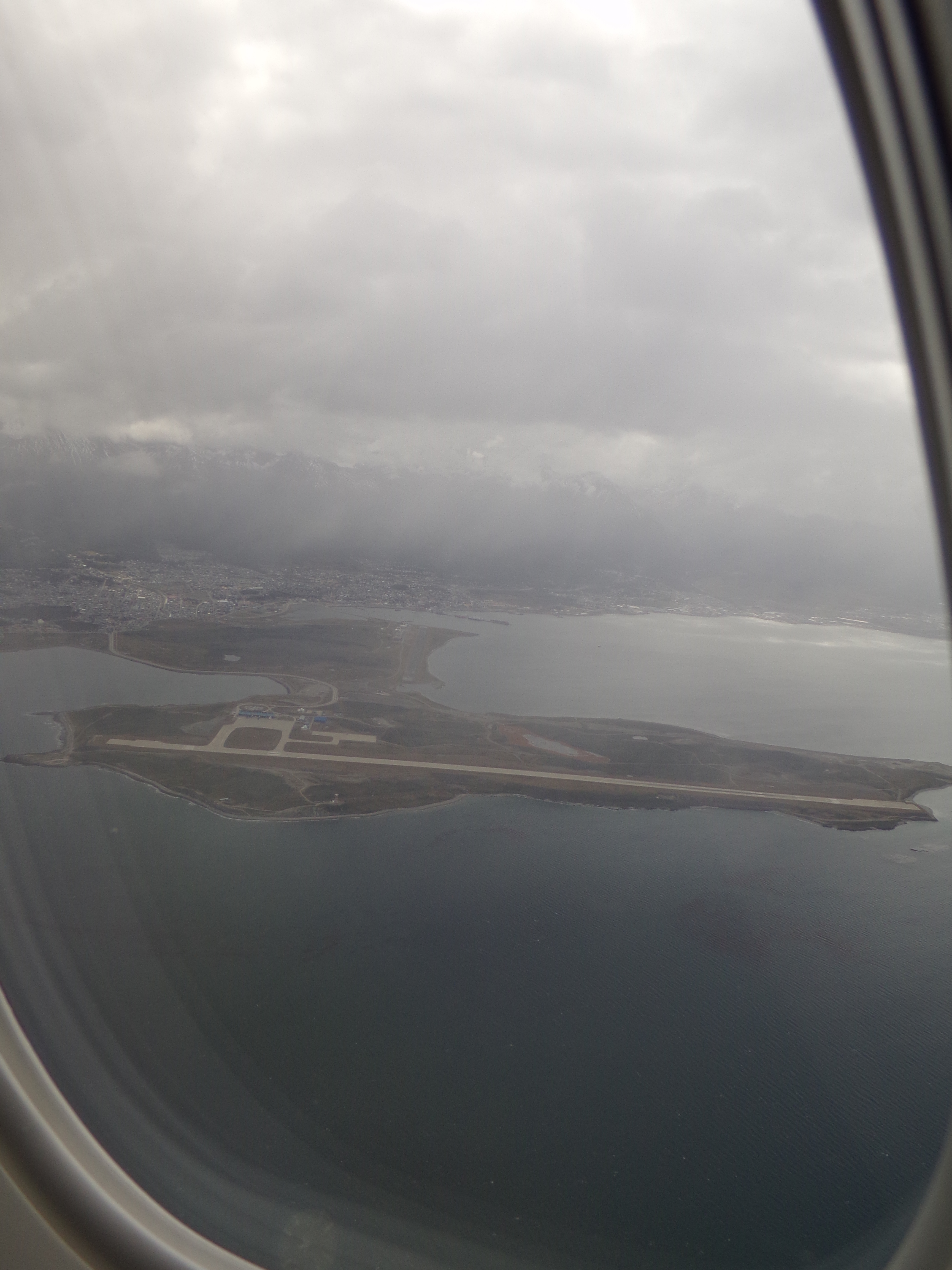
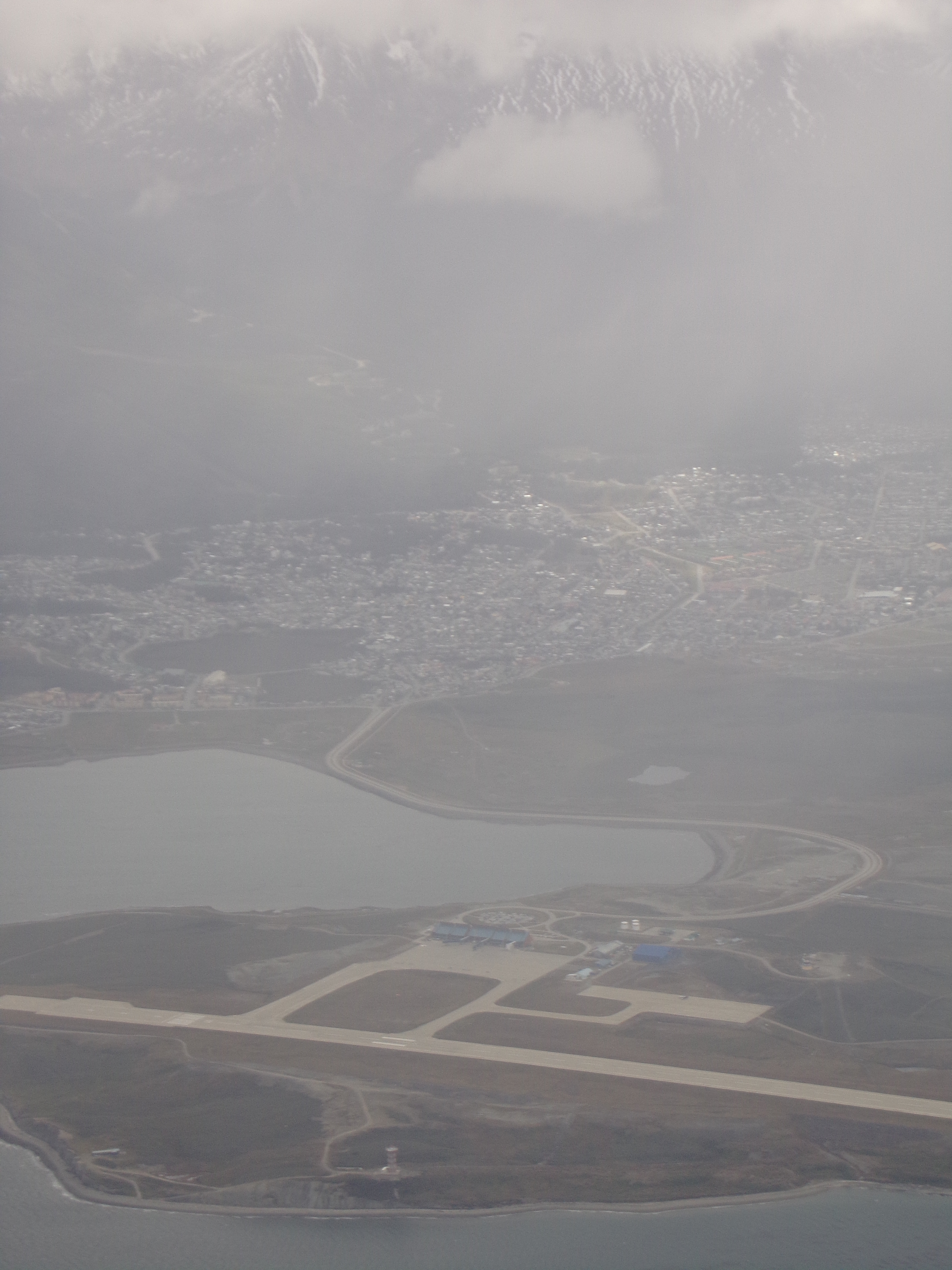
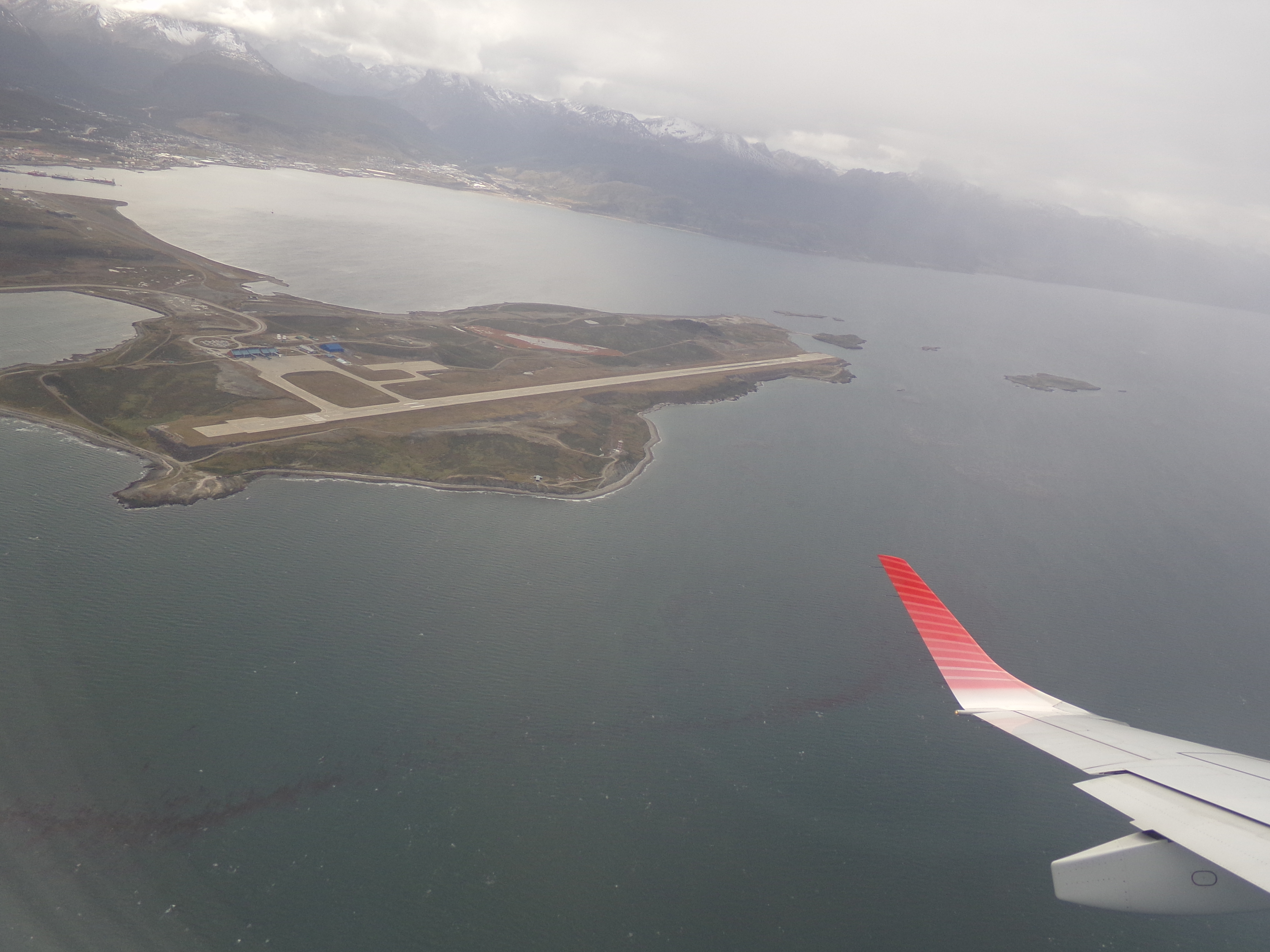
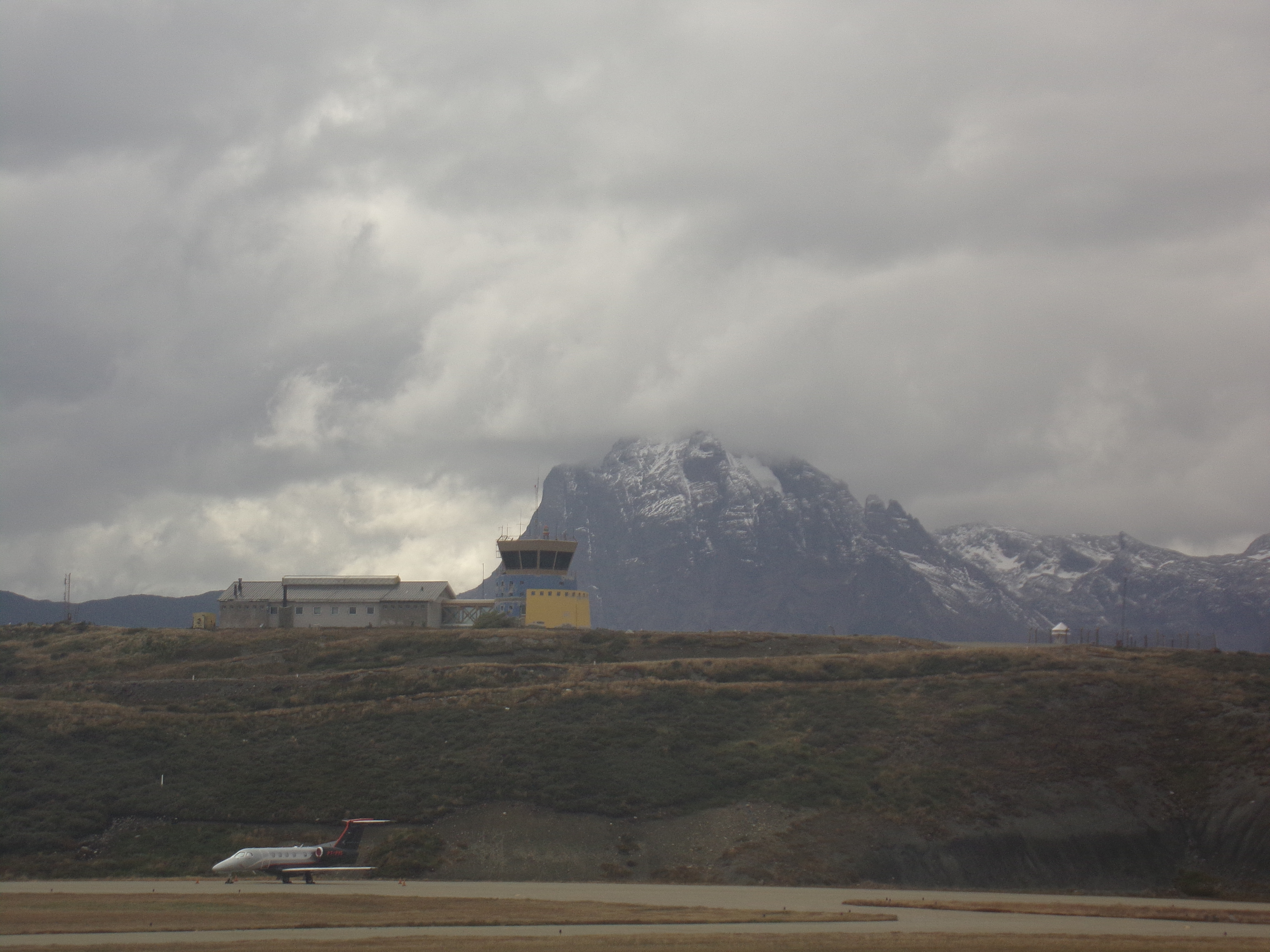
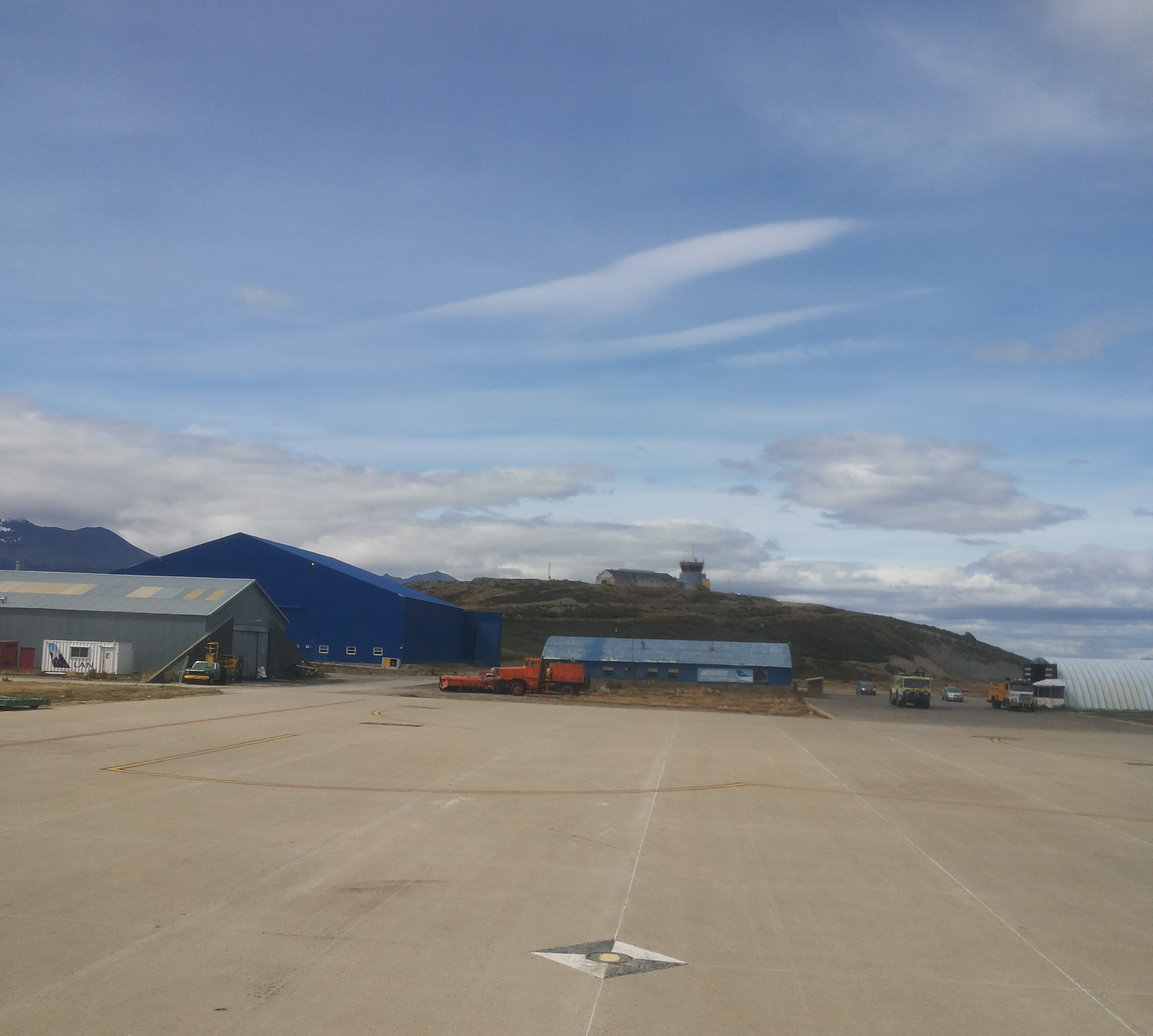
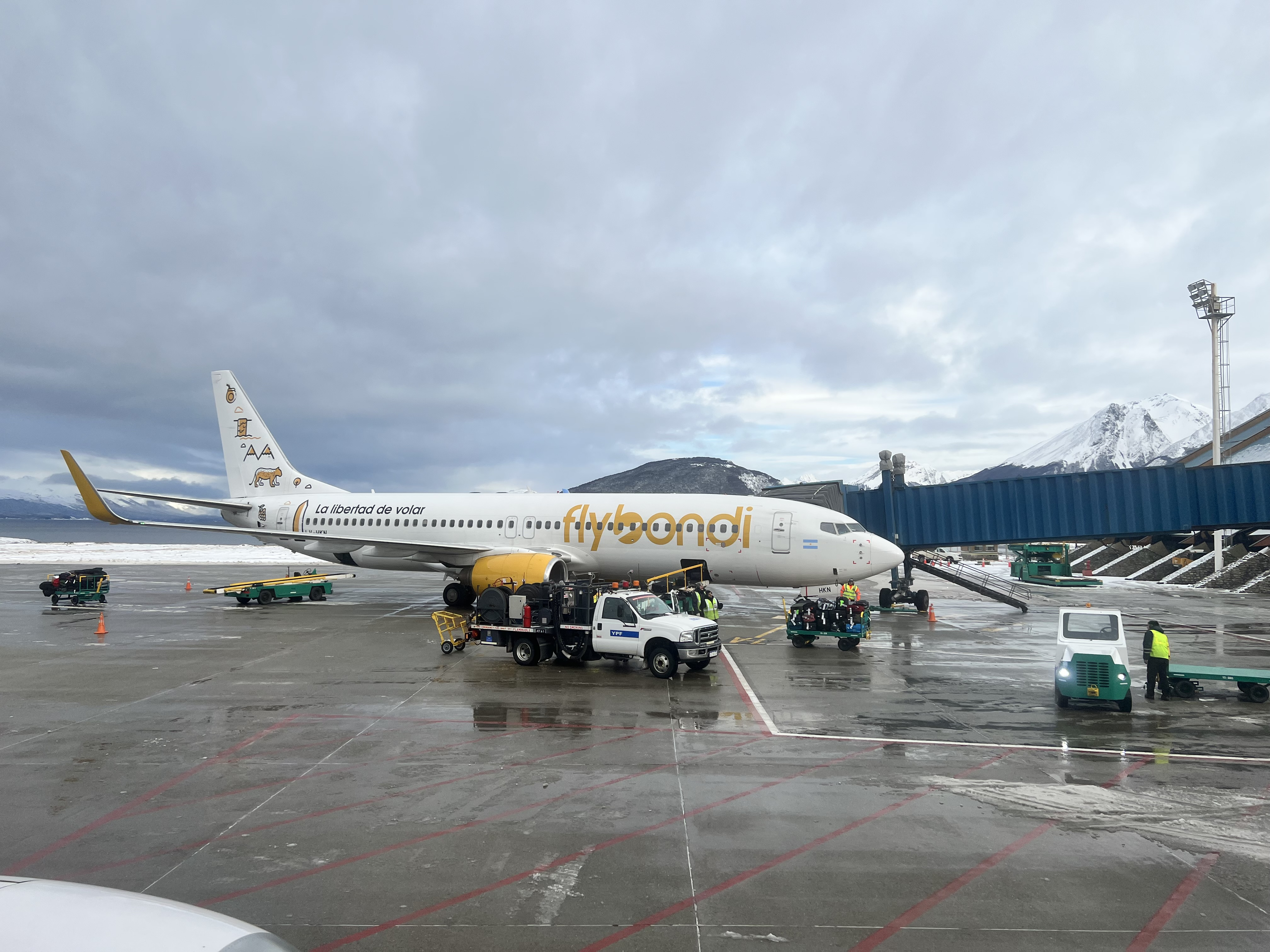